# Флорентійська художня школа

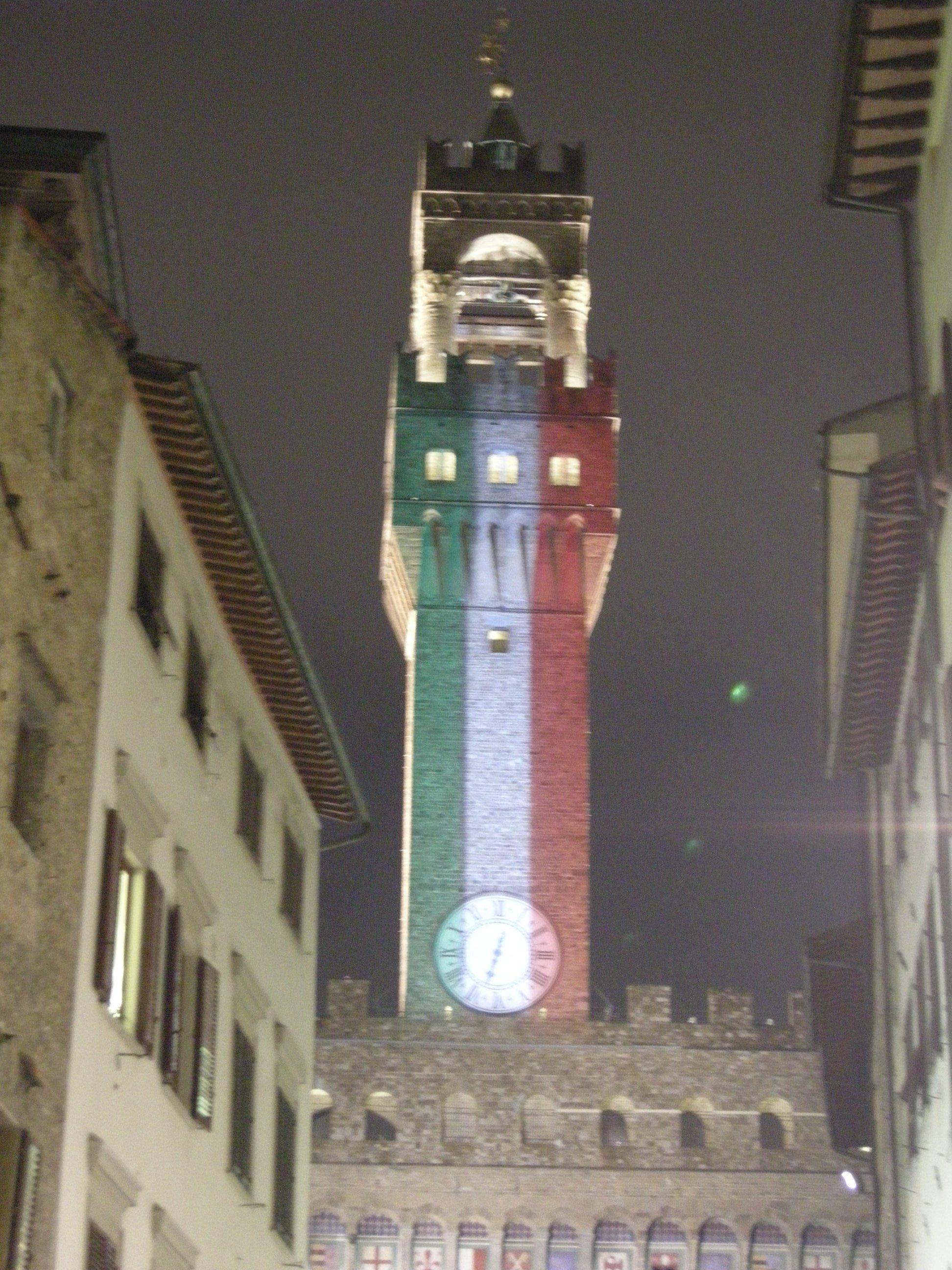
Арнольфо ді Камбіо. Вежа Арнольфо з триколором Італії. Палаццо Веккіо, Флоренція.

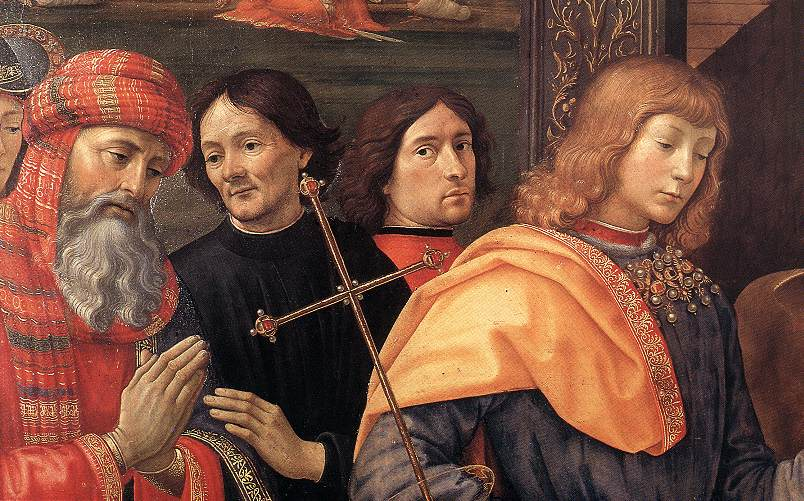
Доменіко Гірляндайо, фрагмент картини «Поклоніння волхвів» з автопортретом.

Флорентійська художня школа — відома художня школа в Тоскані. Мала значний вплив на художній процес в Італії і в Нідерландах, особливо в добу Пізнього середньовіччя та Кватроченто. Флорентійська художня школа помітно  впливала на розвиток такого ренесансного центру як папський Рим. Кризовий стан мистецтва в першій третині 16 ст., народження і зміцнення маньєризму в Італії сприяв формуванню в місті  Флоренція власного центру маньєризму. Але місто втратило художню ініціативу і перетворилось на другорядний мистецький центр і не дало жодного значного обдарування в добу бароко. В 17 ст.  тепер вже Флоренція підживлює мистецьке життя запрошенням митців з інших художніх шкіл і підживлюється їх знахідками. Художня школа остаточно занепала в 17 ст.
Засновником флорентійської художньої школи вважають Джотто. Послідовники Джотто сприйняли лише зовнішні ознаки мистецтва Джотто. Але творчі знахідки митця не пропали, а отримали розвиток  в мистецтві флорентійських митців наступних століть, серед них були Паоло Учелло, Мазаччо та сам Мікеланджело Буонарроті. Представники школи реформували як мистецтво Флоренції, так і самої Італії доби відродження, зробивши унікальний внесок в архітектуру, інженерну справу, садово-паркове мистецтво, скульптуру і живопис.
Флорентійська художня школа доби відродження відрізнялась експериментальним характером та надзвичайною увагою до напружених інтелектуальних пошуків ( творчість Сандро Боттічеллі, Леонардо да Вінчі, Рафаеля Санті флорентійського періоду ). Також підняла на значну висоту культуру малюнка. Згодом передала ці традиції римській художній школі. Але митцям Флоренції бракувало колористичних здібностей та уваги до проблем колориту в живопису ( на відміну від венеційської школи чи шкіл півночі Італії).

## Головні представники

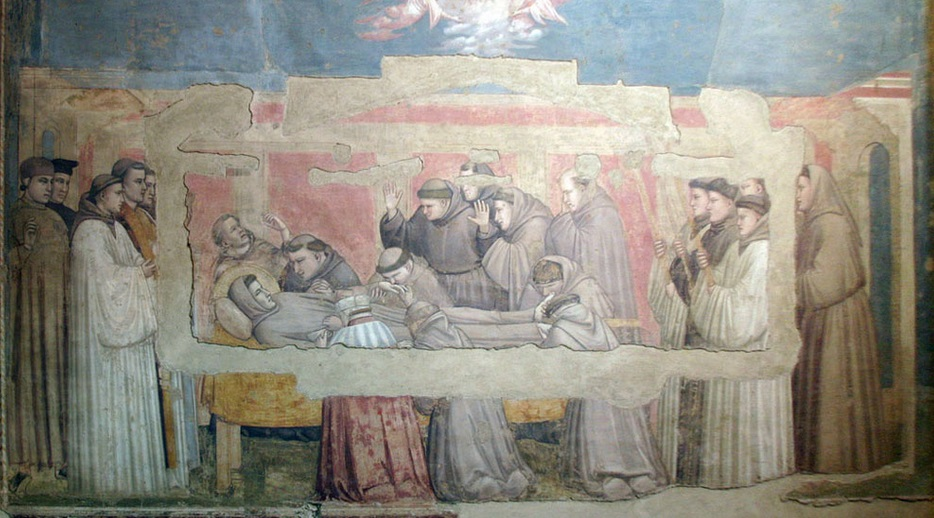
Джотто. «Оплакування Св. Франциска Ассізького.» фреска церкви Санта Кроче, Флоренція.

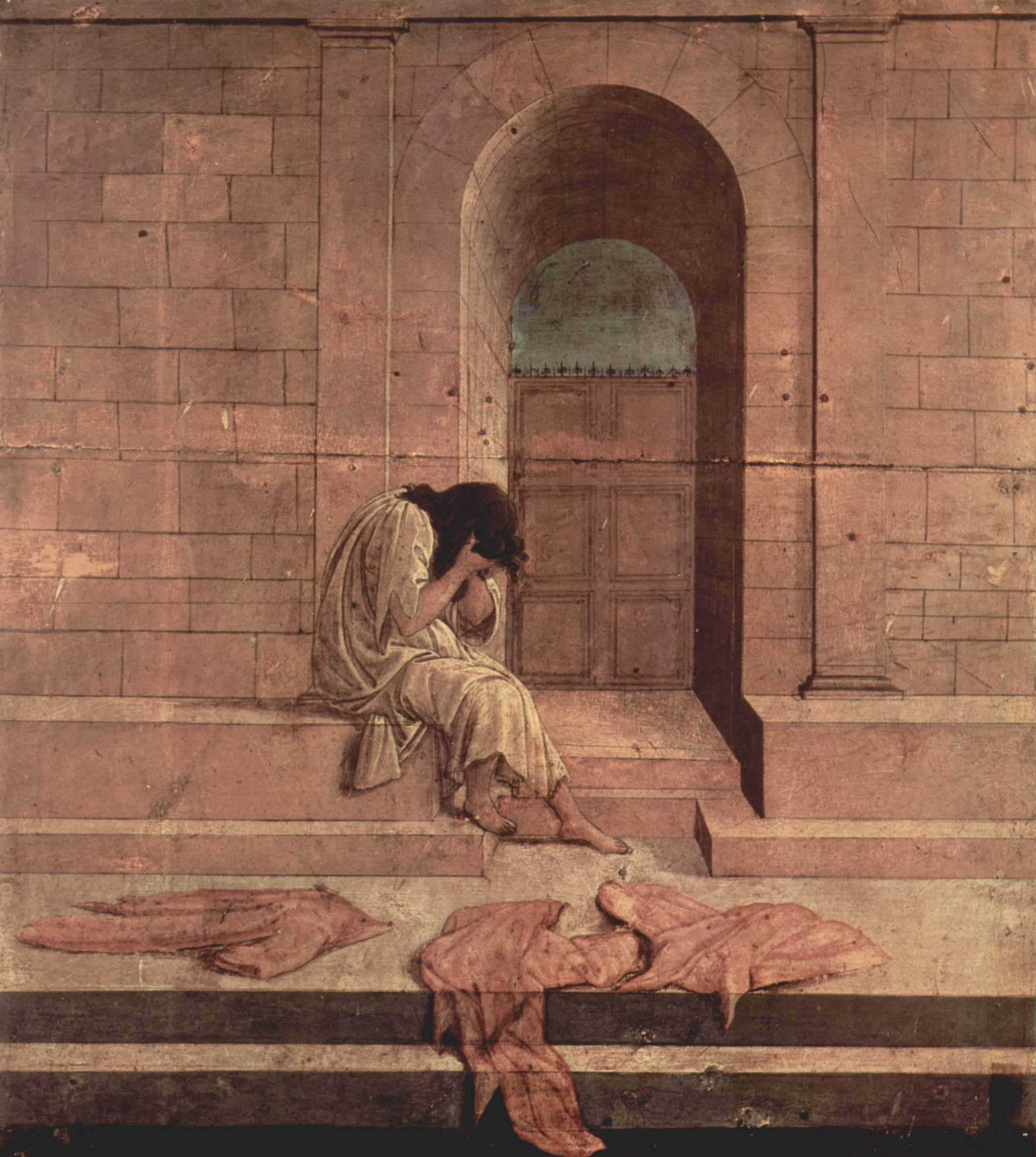
Худ. Сандро Боттічеллі. Вигнанка (картина), 1495 р., Рим.

### 13 - 14 ст.
- Джотто (бл.1267 — 8 січня 1337 )
- Таддео Гадді (1290 — 1366)
- Гаддо Гадді (бл. 1290 — після 1333)
- Мазо ді Банко ( )
- Арнольфо ді Камбіо (близько 1245 — 1302)
- Андреа ді Чоне (1308-1368)
- Джованні да Мілано (бл. 1320 — 1396)
- Джусто де Менабуої ( бл. 1320—1391)
- Ніколо ді Томмазо (бл. 1320 — 1405 )
- Спінелло Аретіно (1346 — 1410)

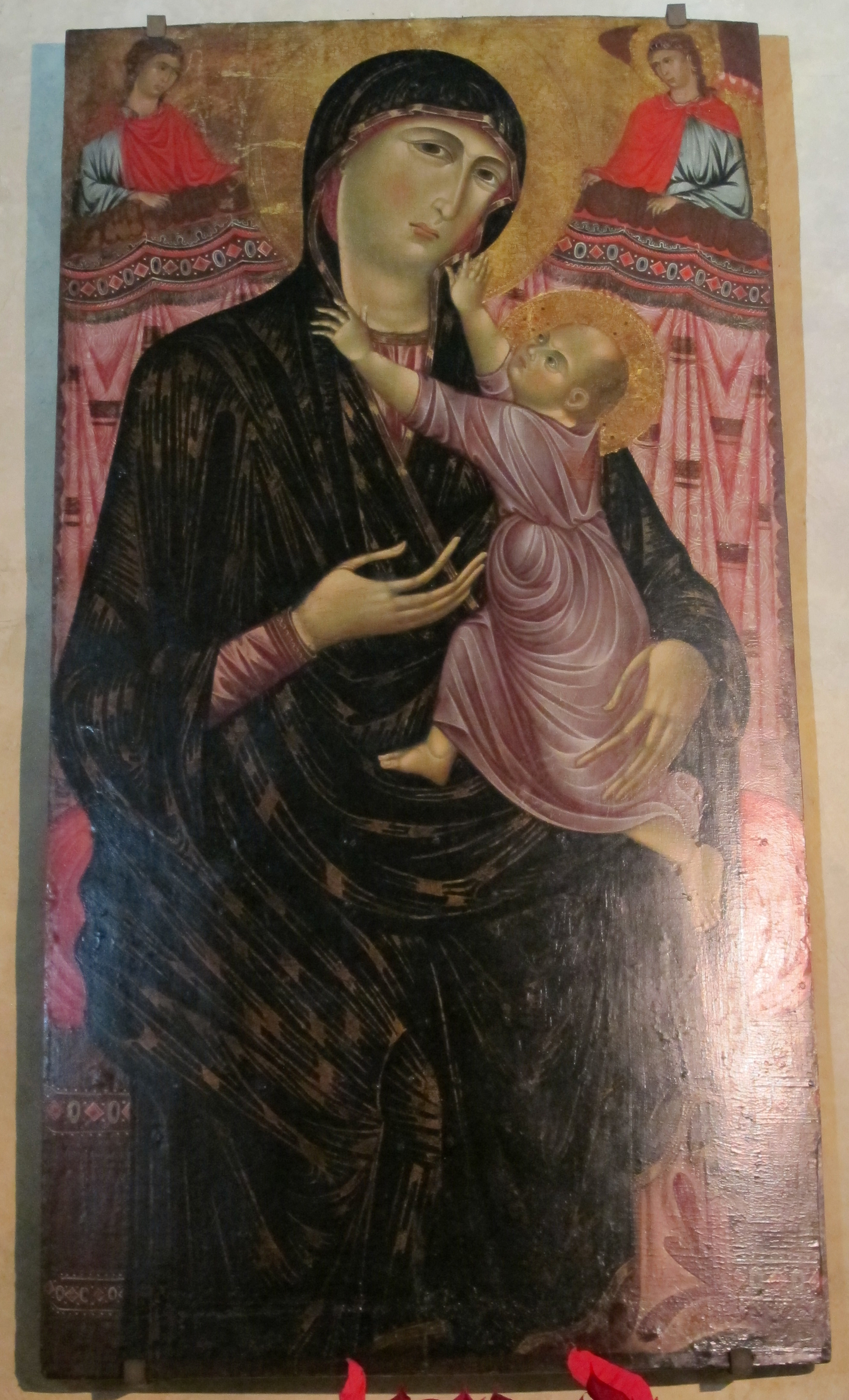
Гаддо Гадді . «Мадонна на троні», фрагмент, церква Сан Реміджо, Флоренція.
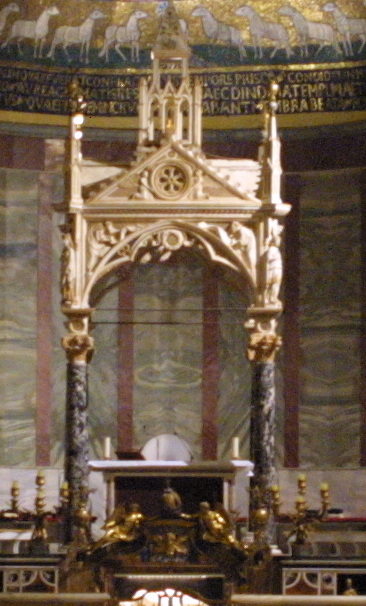
Арнольфо ді Камбіо . Готичний ківорій, церква Санта- Марія- ін- Трастевере, Рим
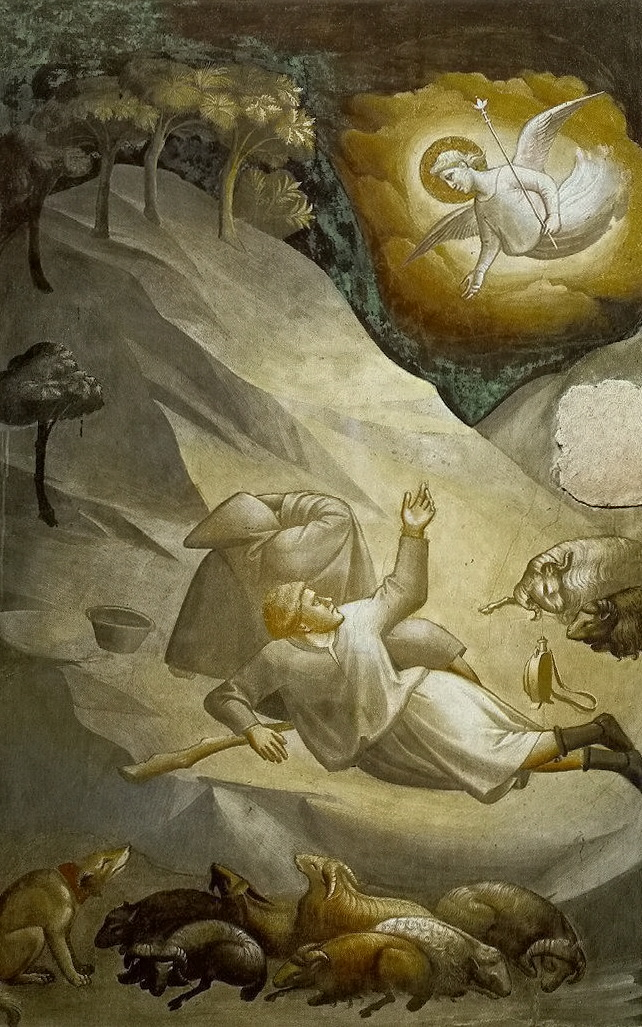
Таддео Гадді , фреска «Поява янгола священику», церква Санта Кроче, Флоренція
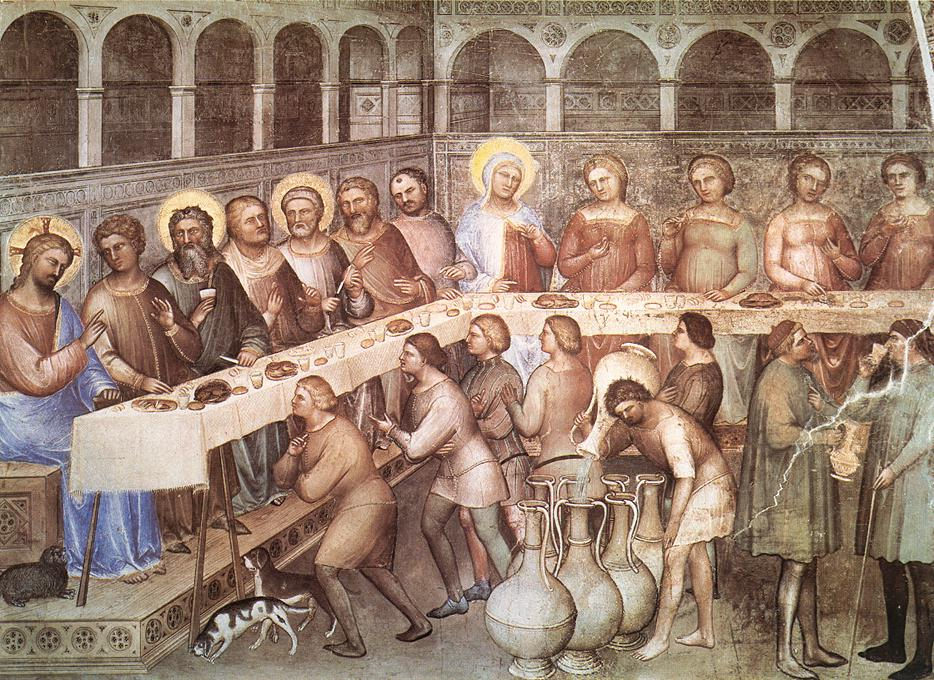
Джусто де Менабуої. Фреска «Весілля в Кані Галілейській», до 1378 р., Падуя

### 15 ст.

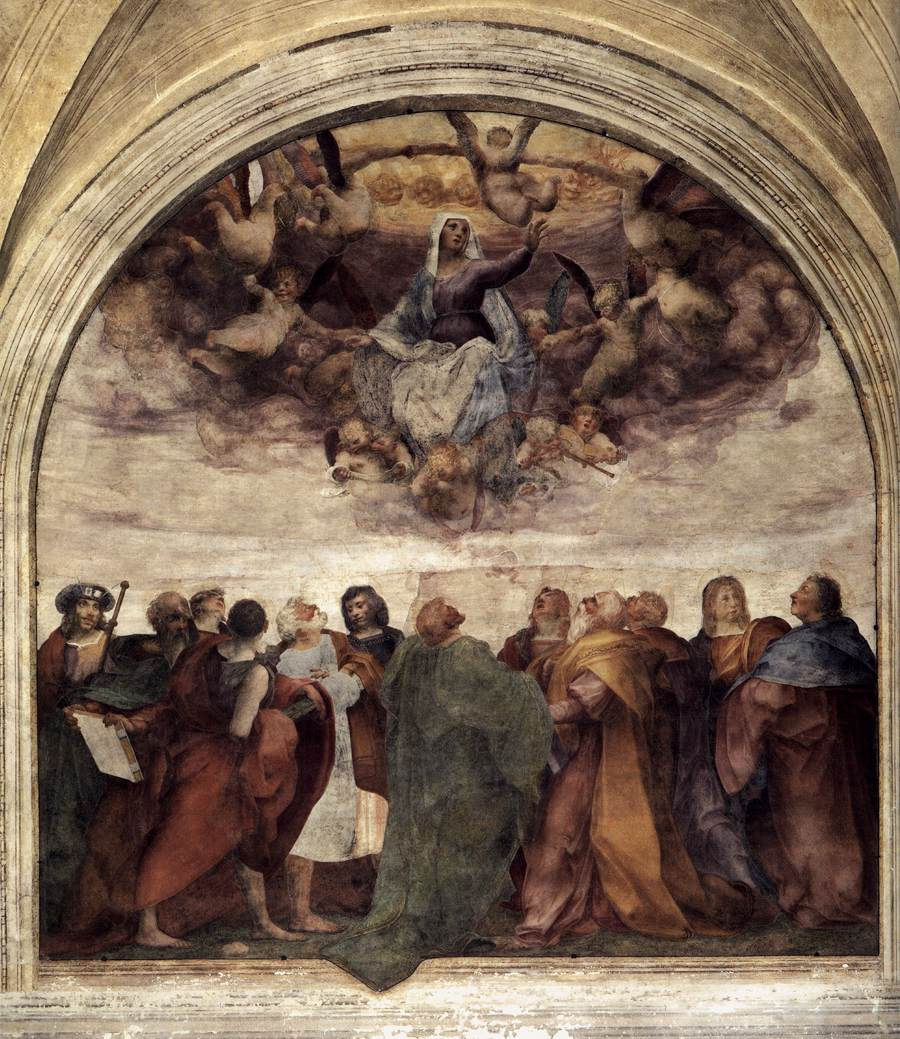
Вознесіння Богородиці, фреска Фйорентіно в церкві Сантіссіма Аннунціата, Флоренція.

- Фра Беато Анджеліко або Джованні да Ф'єзоле (бл. 1495-1455)
- Джованні ді Бартоломео Крістіані ( ? — 1450 ? )
- Лоренцо ді Біччі (1373 — 1452)
- Лоренцо ді Ніколо Джеріні (1372 ? — 1411)
- Ніколо ді П'єто Джеріні (бл. 1350)
- Паоло Учелло (1397 — 10 грудня 1475 — 1415)
- Філіппо Брунеллескі (1377 — 15 квітня 1446), архітектор, інженер
- Мазаччо (21 грудня 1401 — бл. 1428)
- Донателло (бл. 1386 — 13 грудня 1466), скульптор
- Антоніо да Фіренце ( ?  — до 1450)
- Андреа ді Джусто ( ? — 1455 ?)
- Джусто д'Андреа (1440 — 1496)
- Джованні даль Понте ( ? — 1455)
- Франческо Баккіакка (1494 — 1557)
- Філіппіно Ліппі (1457 — 1504)
- П'єро Поллайоло (бл. 1441 — 1496)
- Андреа дель Кастаньйо (бл. 1421 — 1457)
- Беноццо Гоццолі (1420 — 4 жовтня 1497)
- Алессо Бальдовінетті (бл. 1425 — 1499)
- П'єр Франческо Фйорентіно (1450 ? — після 1500)
- Якопо дель Селлайо (1441? — 1493)
- Андреа дель Верроккіо (1435 — 1488), скульптор і художник

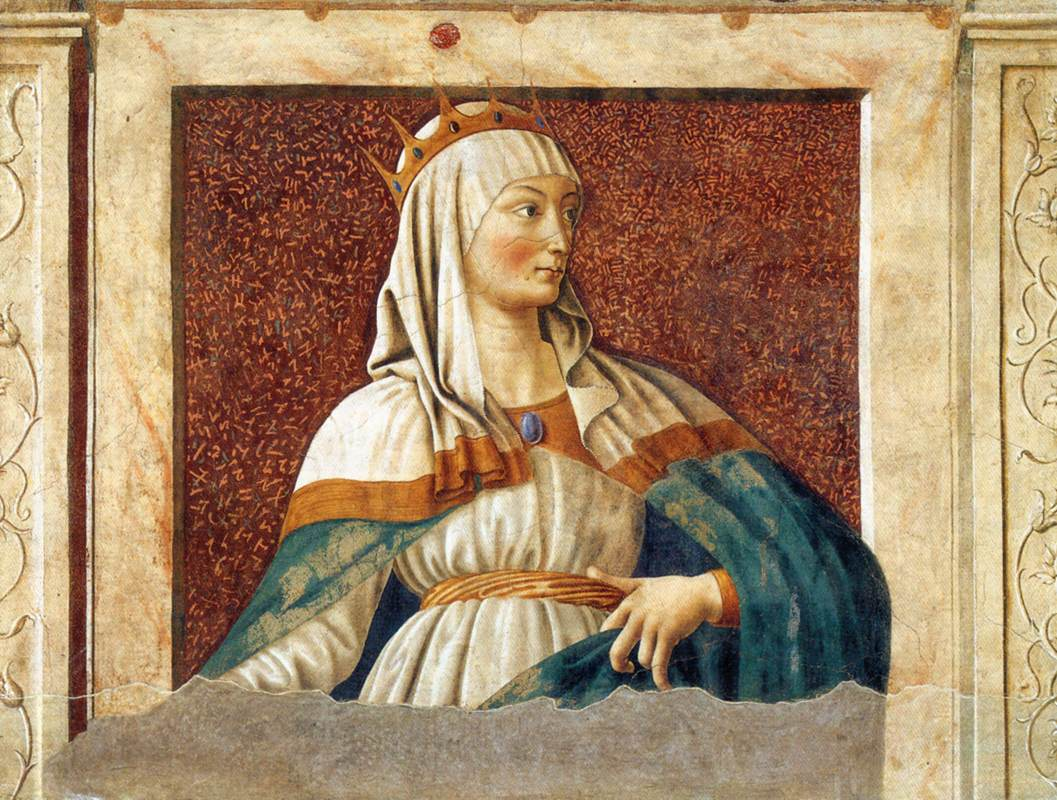
Андреа дель Кастаньйо, залишки фрески Есфір, серія «Уславлені жінки», Вілла Кардуччі в Ланьяйя
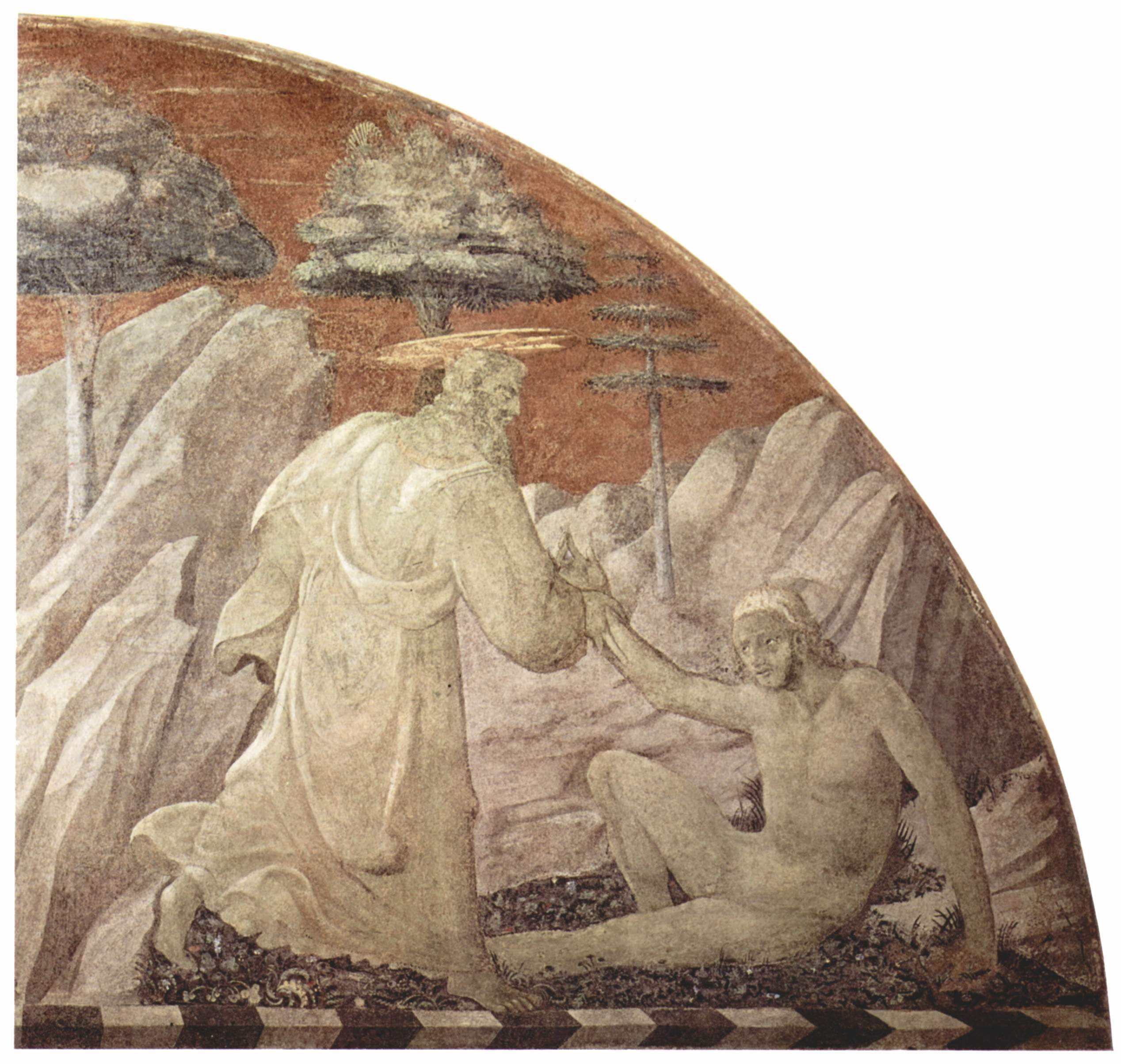
Паоло Учелло. «Бог творить Адама». Фреска, церква Санта Марія Новелла, Флоренція. 1430—ті роки
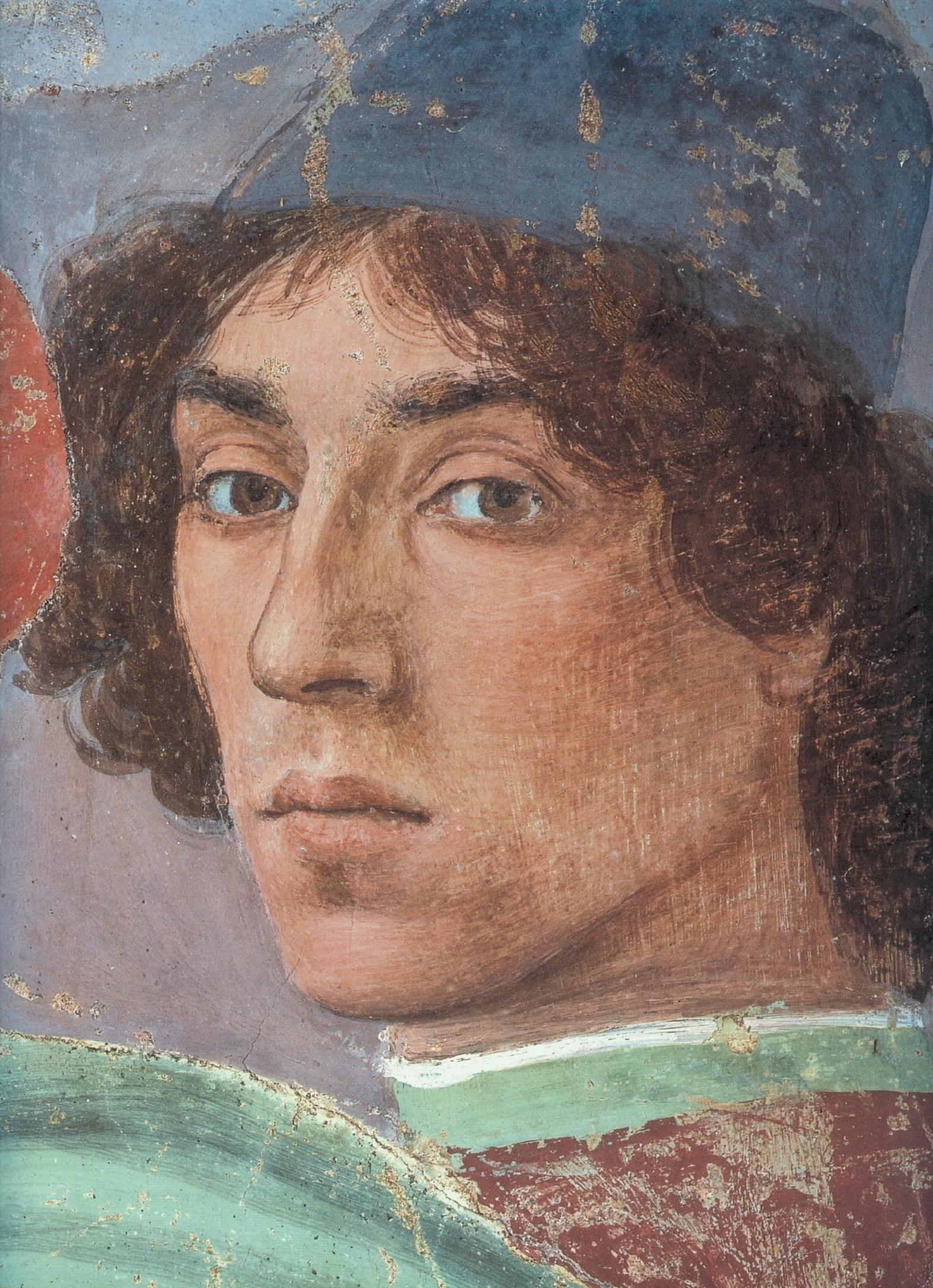
Філіппіно Ліппі, «Автопортрет»
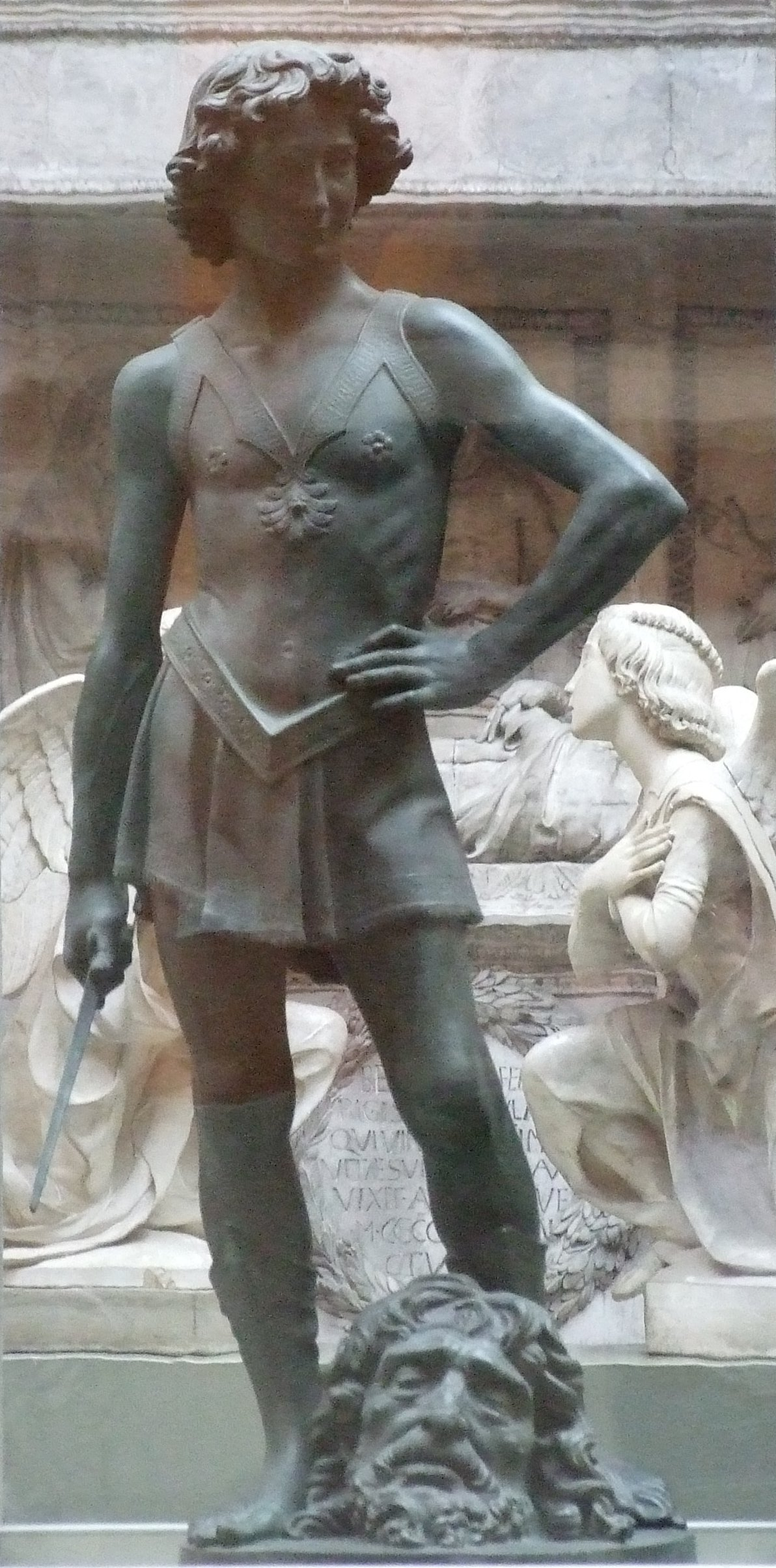
Андреа дель Верроккіо. Скульптура Давид
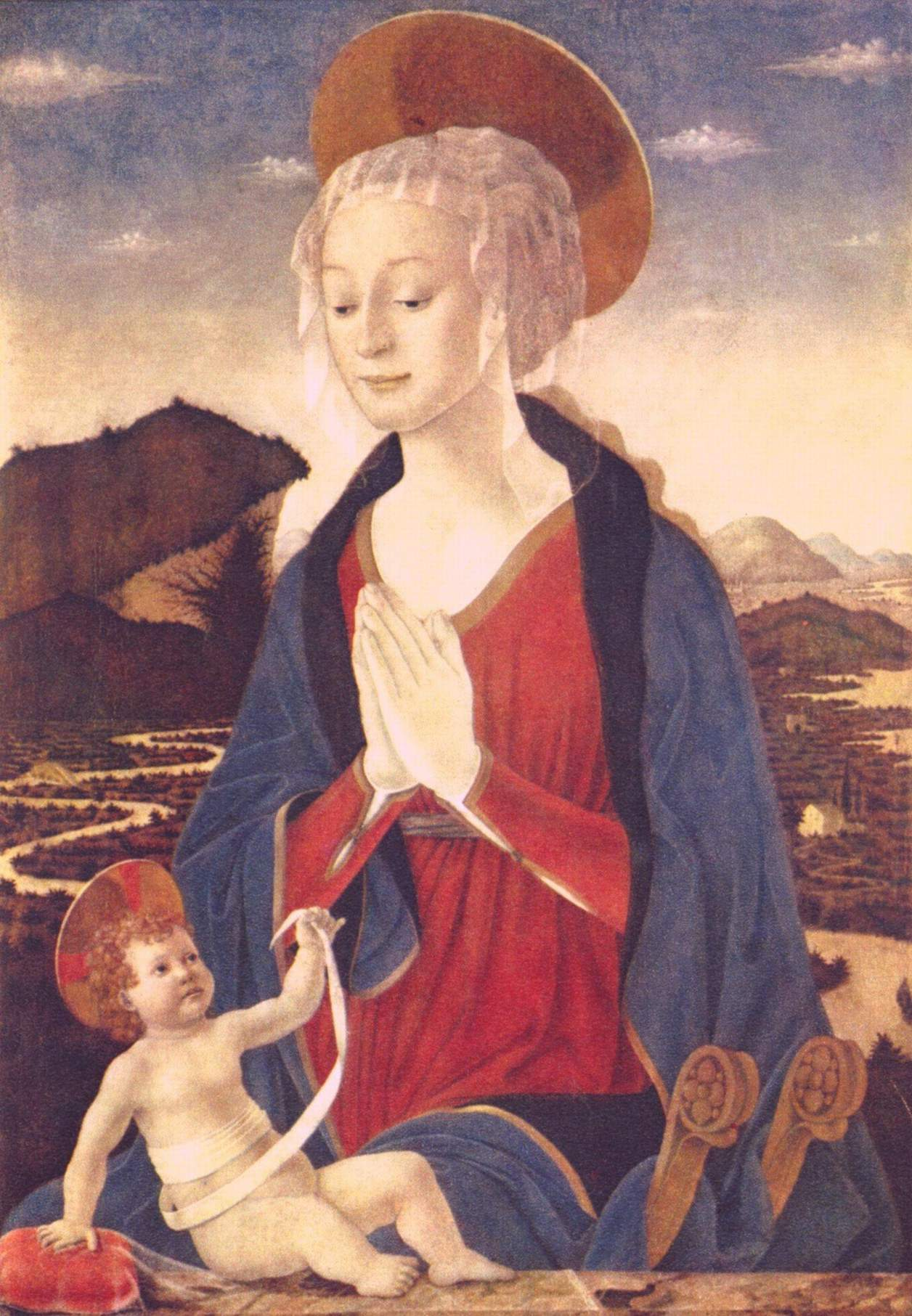
Алессо Бальдовінетті  , «Мадонна з немовлям», бл. 1470 р., Лувр, Париж
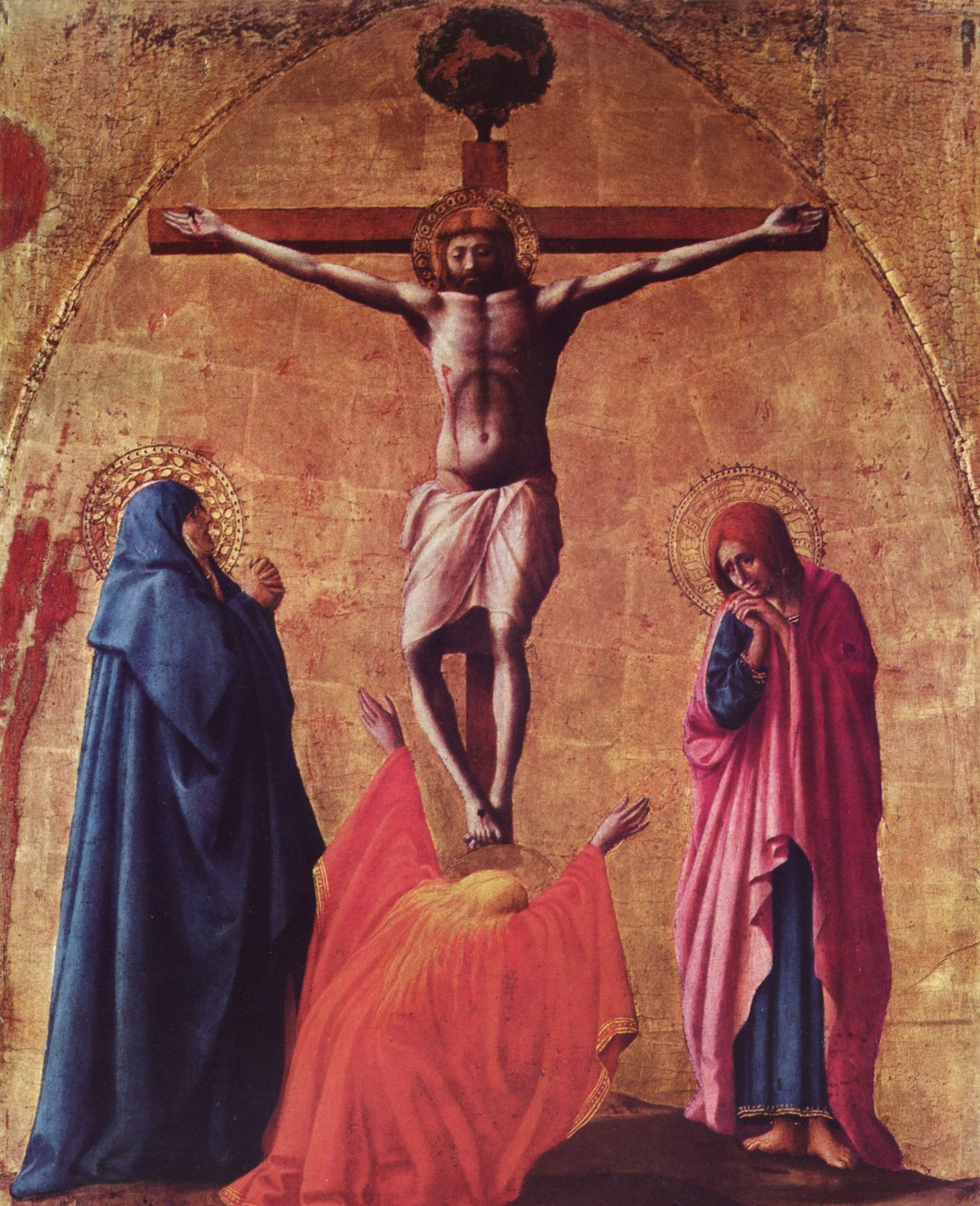
Мазаччо. «Розп'яття Христа», Каподімонте, Неаполь
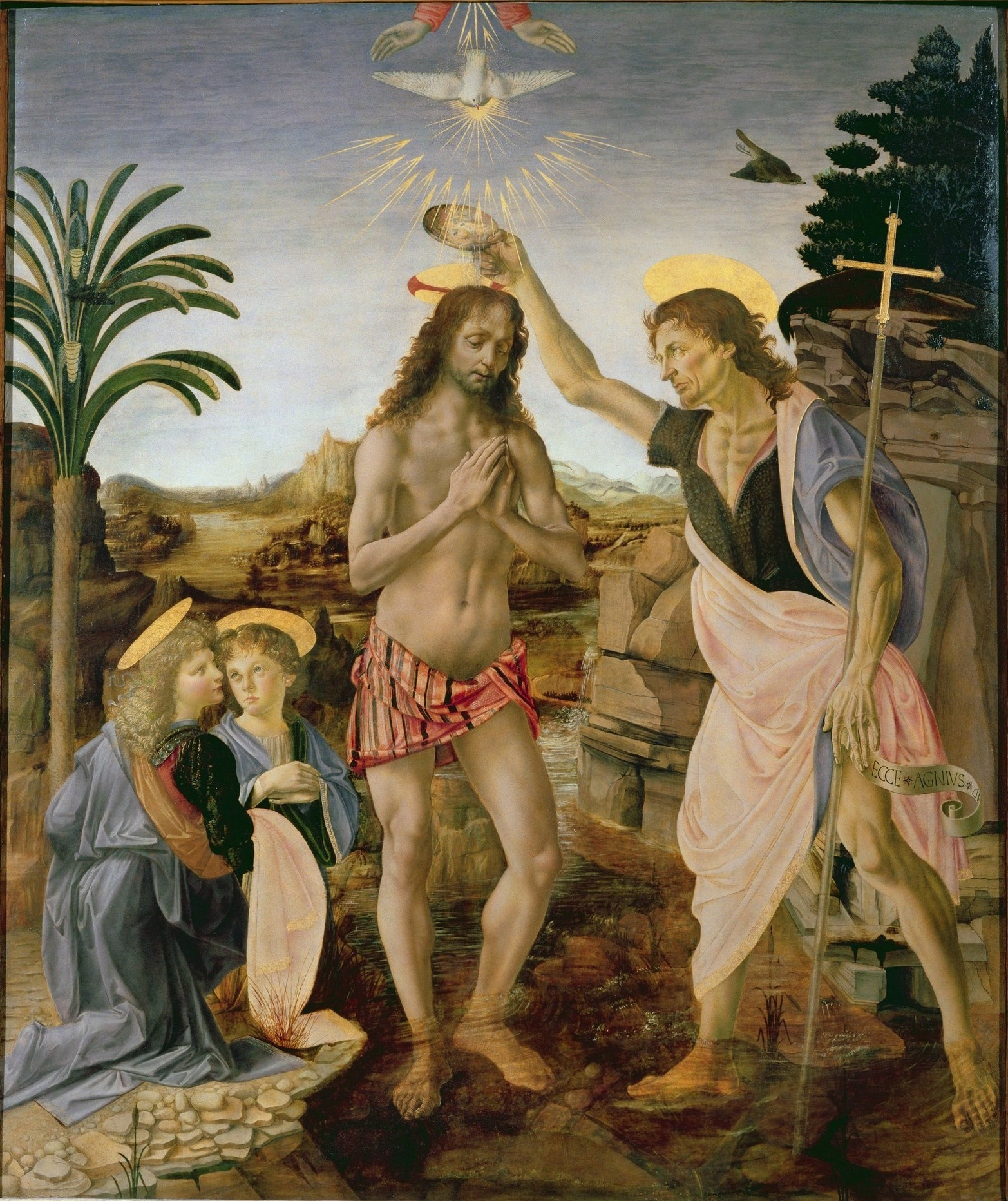
«Хрещення Христа в Йордані». 1470—1478. Майстерня Верроккіо
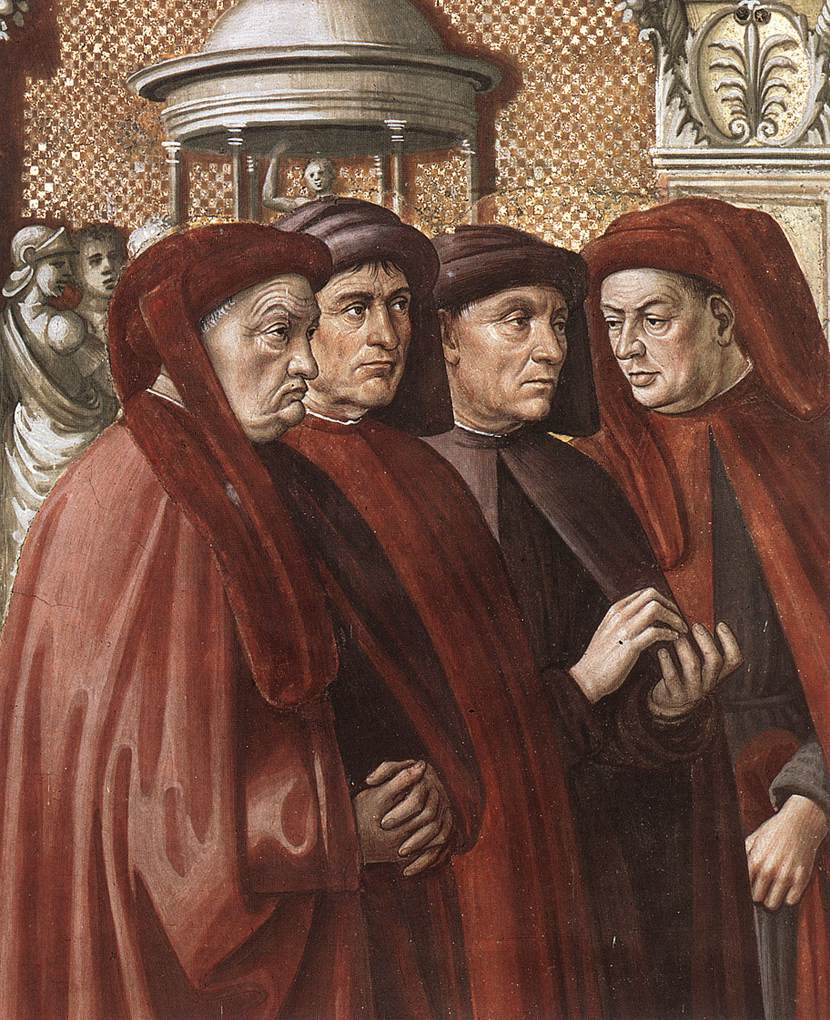
Доменіко Гірляндайо, фрагмент фрески в каплиці Торнабуоні
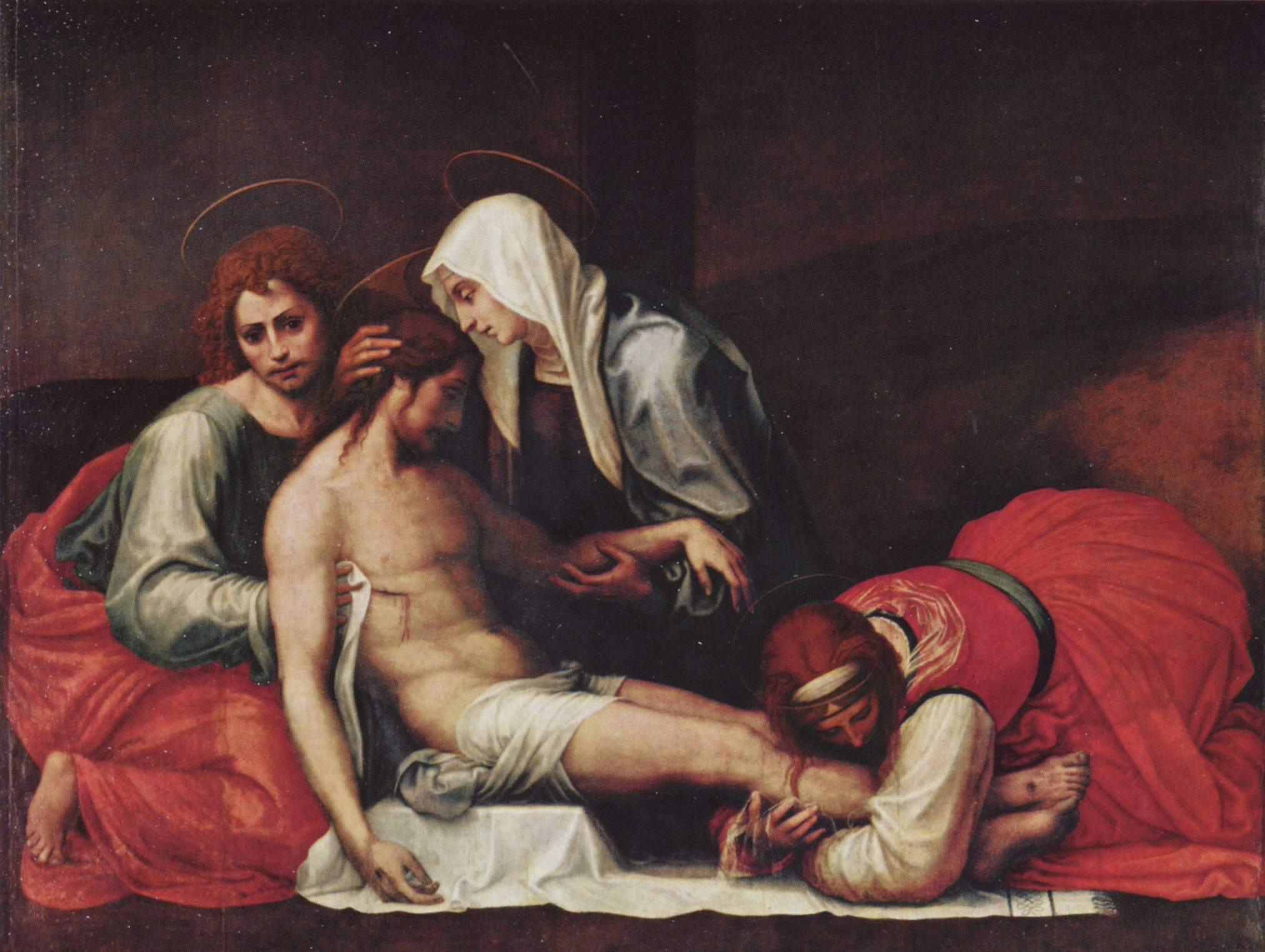
Фра Бартоломео «Оплакування Христа», Палаццо Пітті, Флоренція
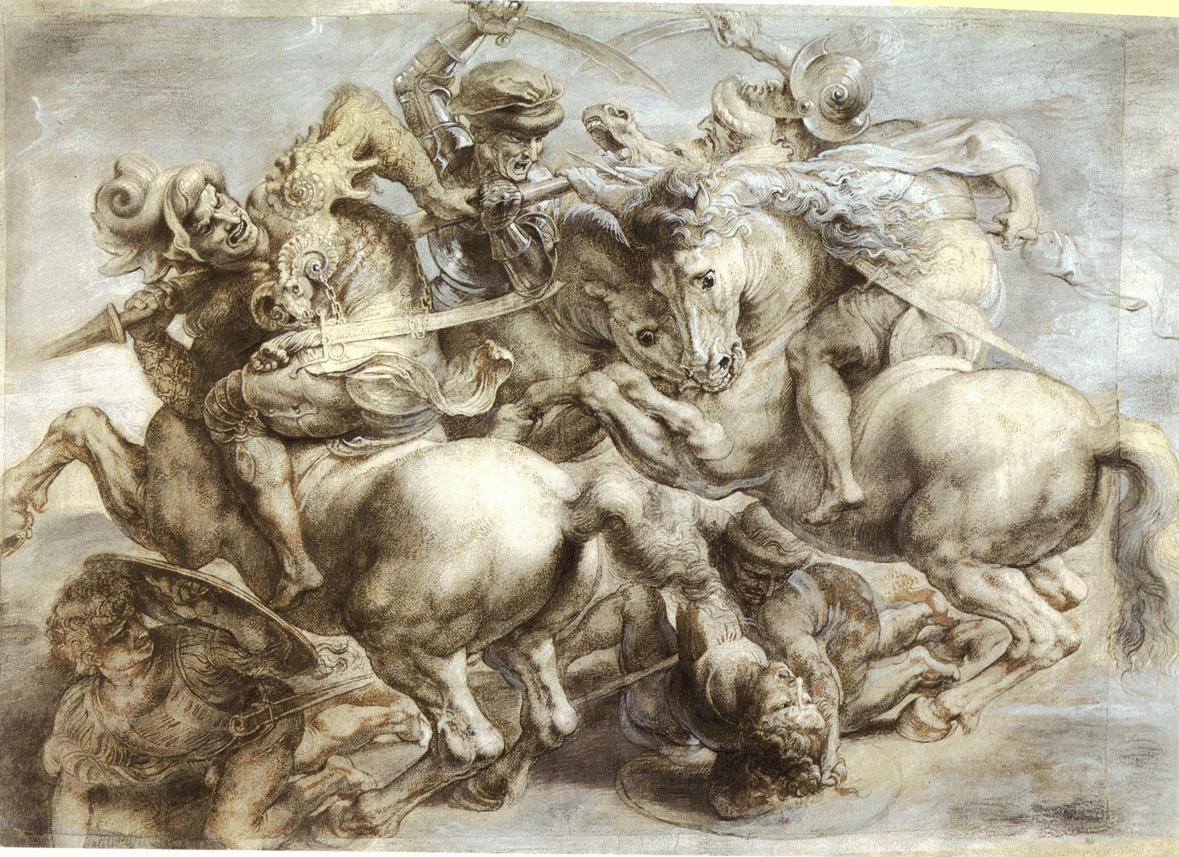
«Битва при Ангіарі», копія твору Леонардо роботи Рубенса, Лувр, Париж
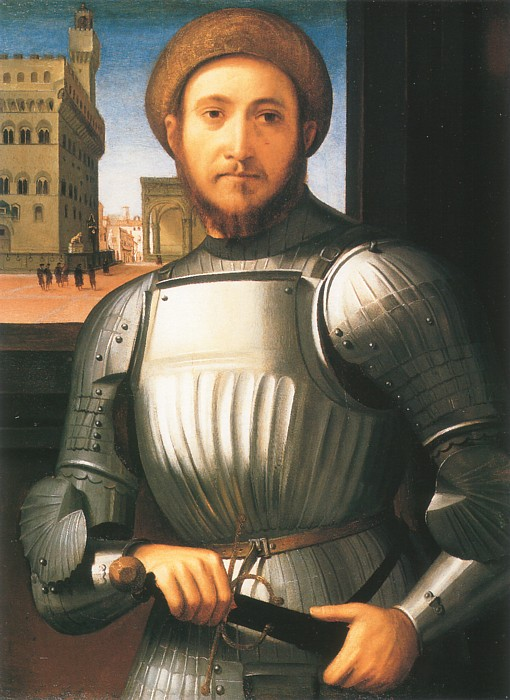
Франческо Граначчі, «Портрет лицаря», бл. 1510 р.
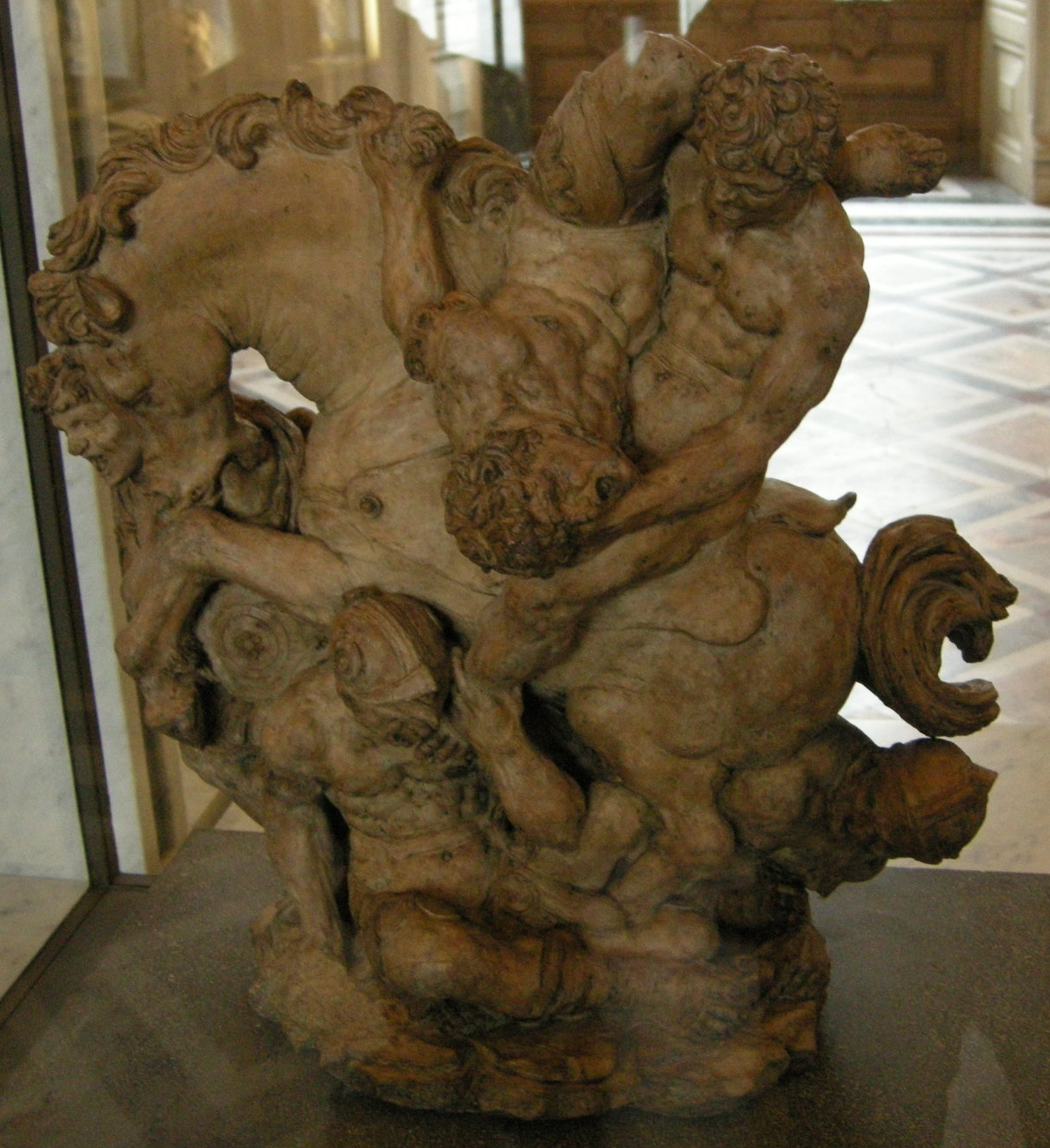
Джованні Франческо Рустічі, скульптурна баталія, Лувр, Париж
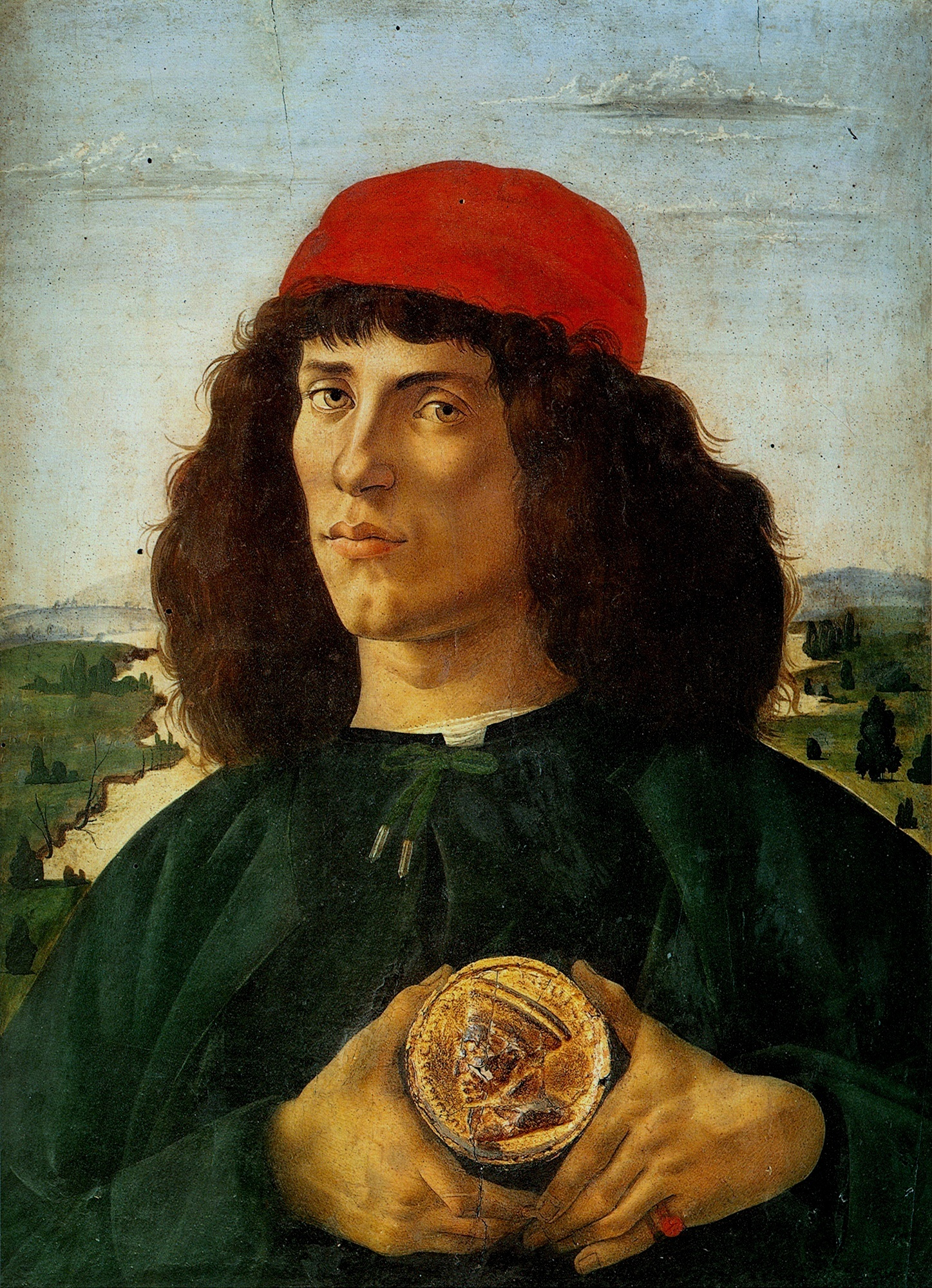
Сандро Боттічеллі, Портрет невідомого з медаллю Козімо Медічі Старшого, 1475 р., Уффіці
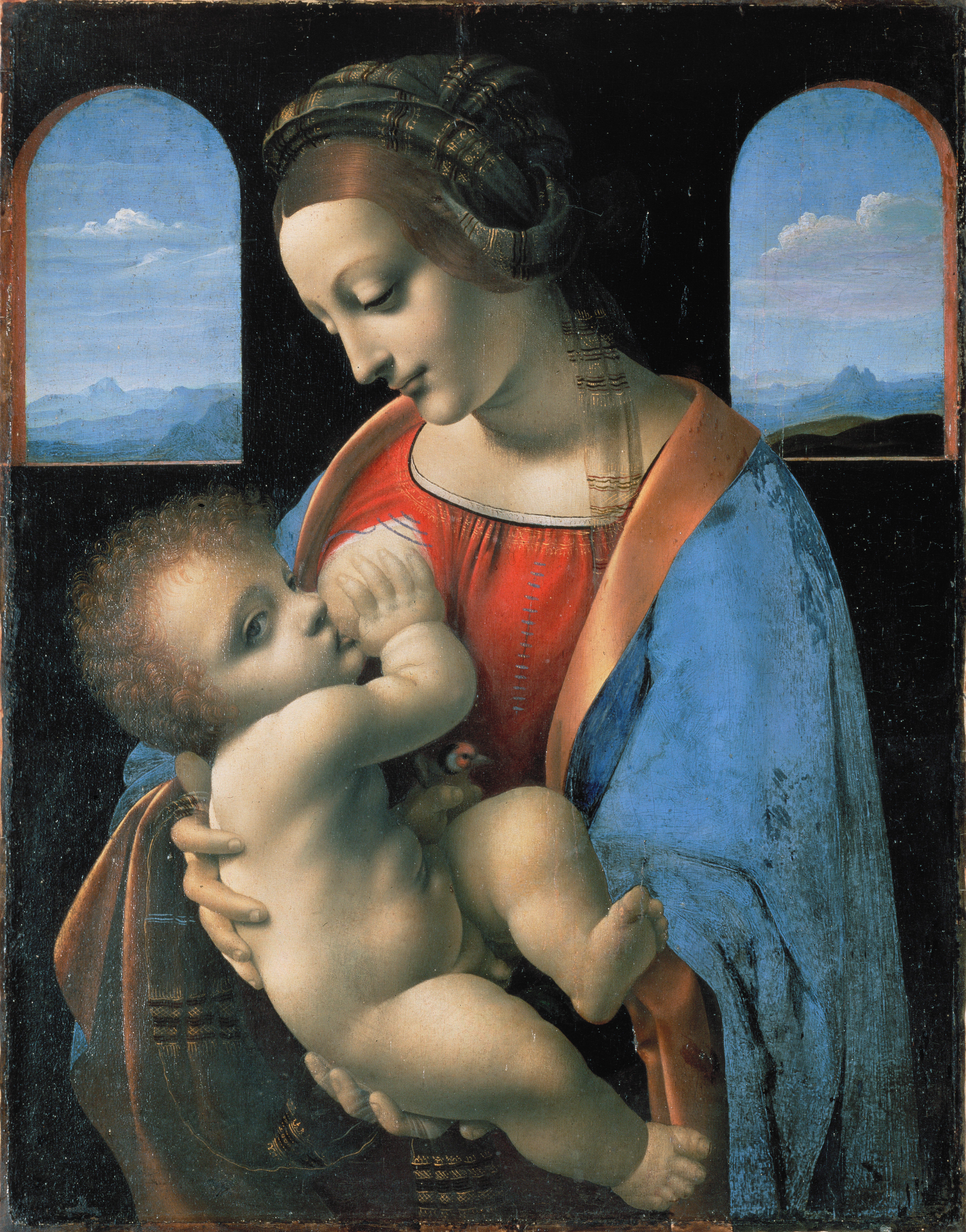
Леонардо да Вінчі, Мадонна Літта, Ермітаж, Санкт-Петербург
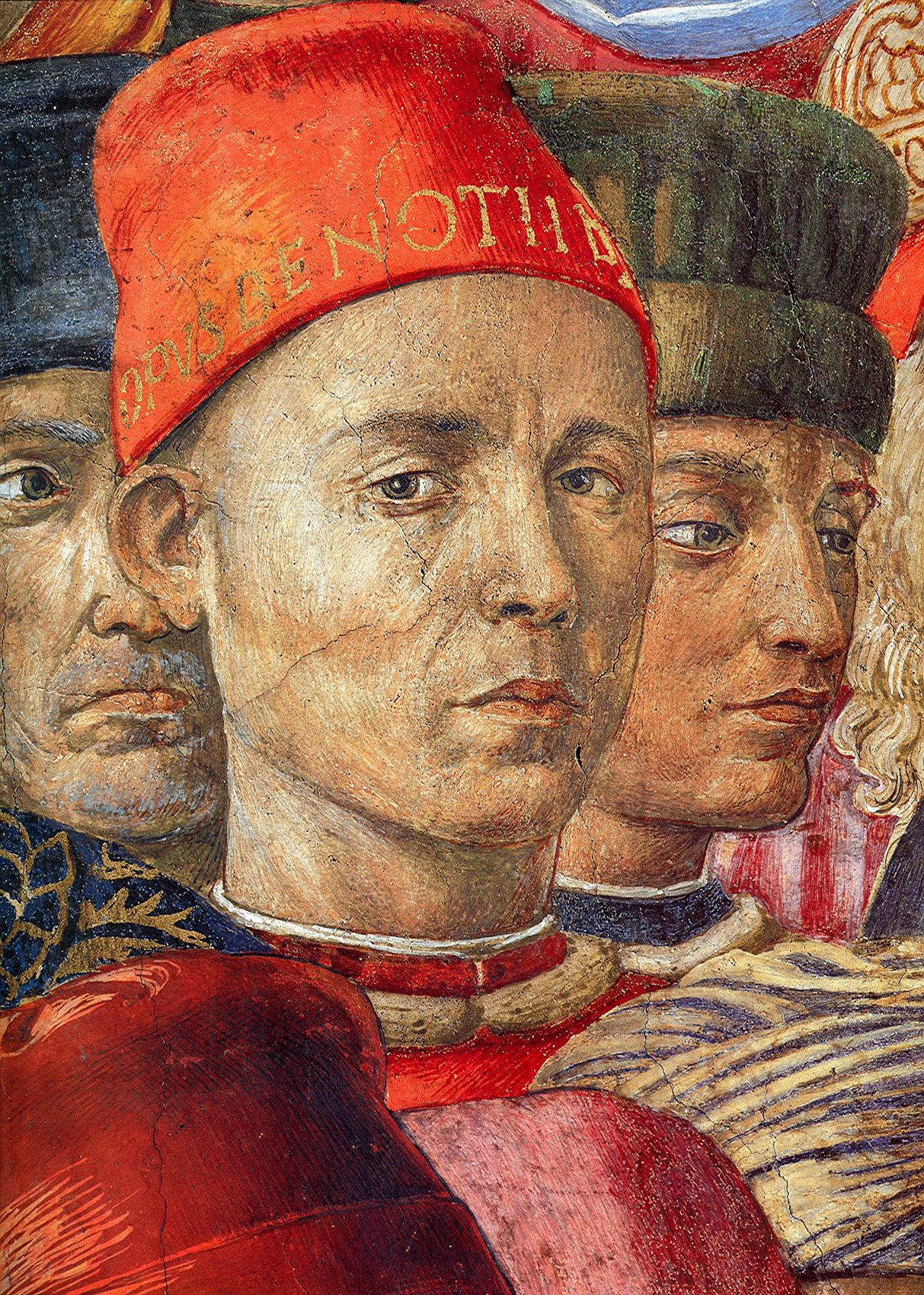
Беноццо Гоццолі. Автопортрет в каплиці з Поклонінням волхвів, Флоренція

### 16 ст.

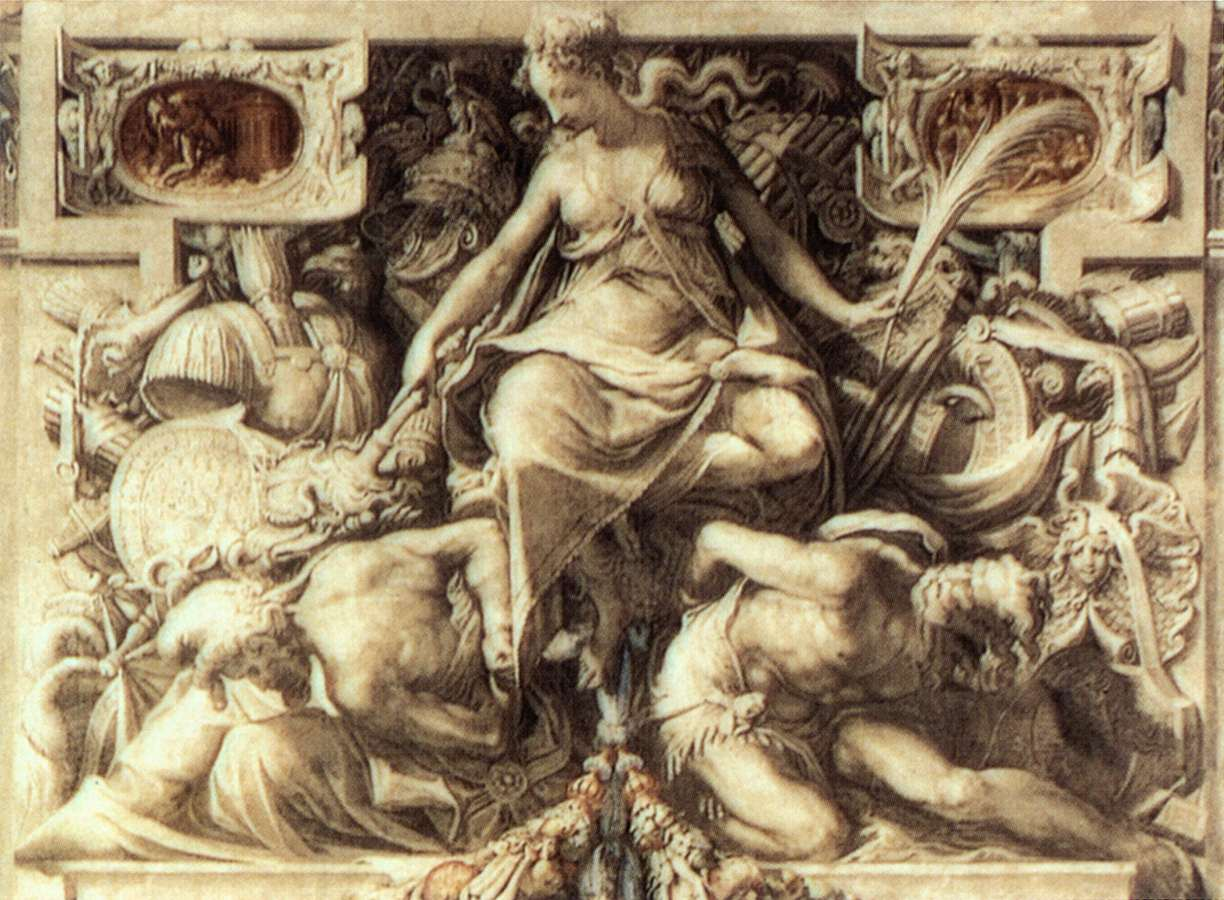
Алегорія Миру, грізайль роботи Франческо Сальвіаті

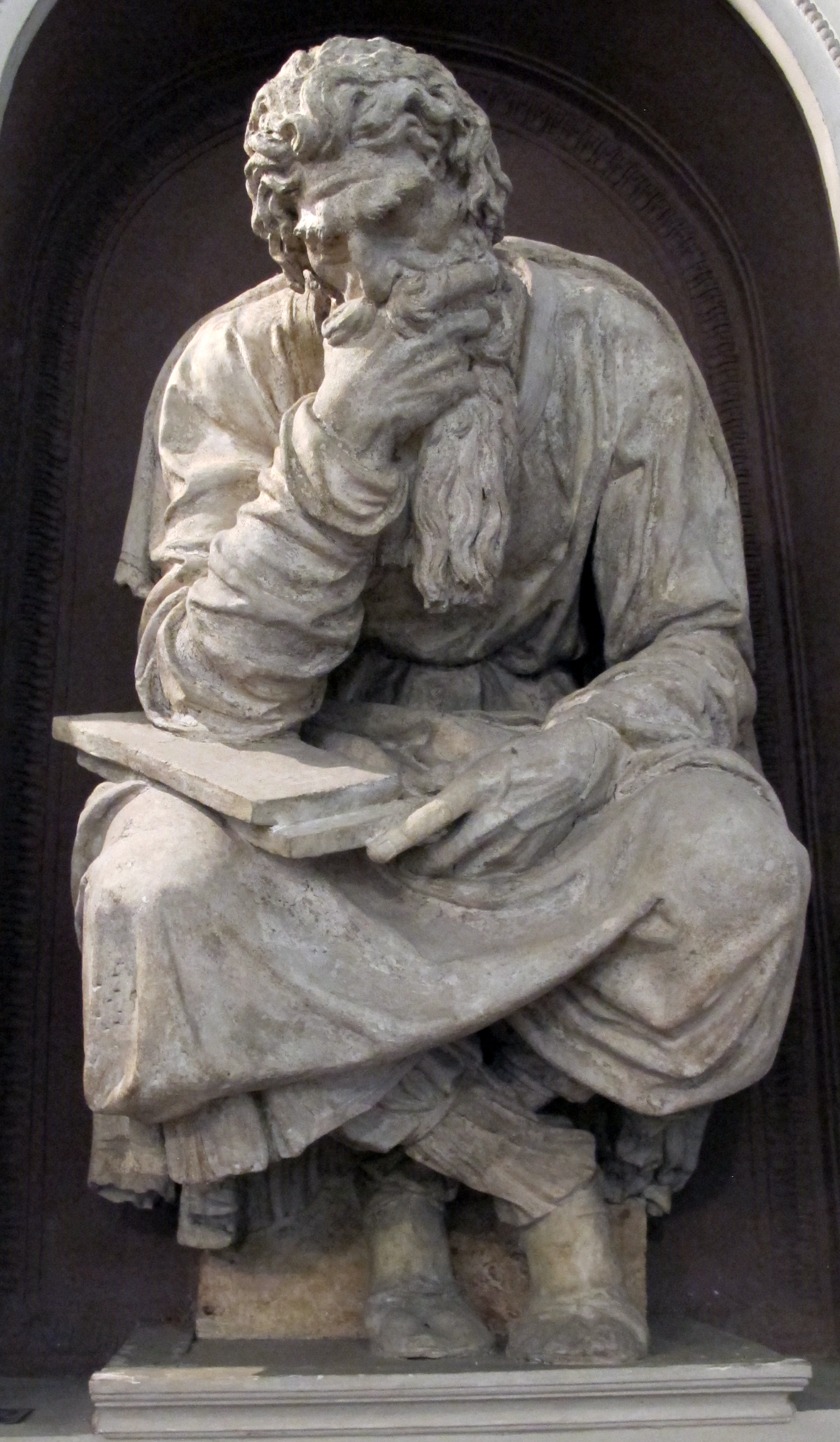
Джованні-Анжело Монторсолі, «Мойсей», фігура каплиці Св. Луки, церква Сантіссіма Аннунціана, Флоренція

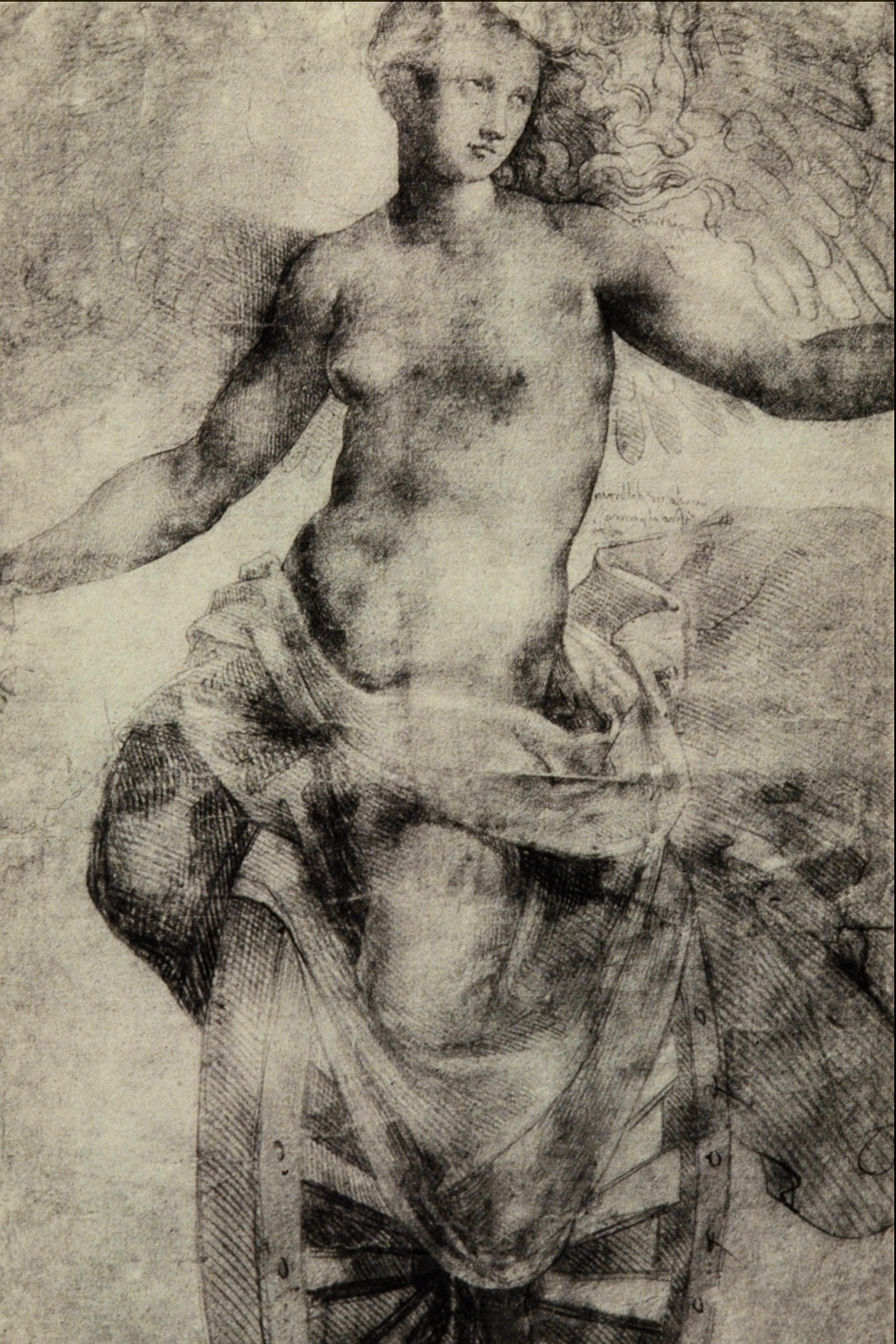
Крістофано Аллорі. «Мінлива фортуна»,

- Фра Філіппо Ліппі (бл. 1406 — 1469)
- Фра Бартоломео (1472 — 1517)
- Маріотто Альбертінеллі (1474 — 1515)
- Джуліо Буджардіні (1475 — 1554)
- Франческо Граначчі (1477 — 1543)
- Джуліано Буджардіні ( 1475-1577 )
- Джан Франческо Рустічі (1474 —  1554 ), скульптор
- П'єро ді Козімо (1462 — 1521)
- Россо Фйорентино (1494 — 1540)
- Франчабіджо (1482 — 1525)
- Лоренцо ді Креді (1459 — 1537)
- Леонардо да Вінчі (1452 — 1519)
- Санті ді Тіто (6.10.1536 — 23.7.1603)
- Франческо Сальвіаті (1510 —1563)
- Рафаелло Боттічіні (1477 — 1520)
- Доменіко Гірляндайо (1479 — 11.1.1494 )
- Ридольфо Гірляндайо (1483 — 6.6.1561)
- Сандро Боттічеллі (1 березня 1444 /1445 — 17 травня 1510)
- Андреа дель Сарто (1486 — 1531)
- Доменіко Пуліго (1475 — 1527)
- Понтормо (1494 — 1557)
- Алессандро Аллорі (1535 — 1607)
- Джованні Баттіста Нальдіні (1537 — 1591)
- Мазо да Сан Фріано (1536 — 1571 )
- Баччо Бандінеллі  (1493 — 1560), скульптор
- Джорджо Вазарі (1511 — 1574 )
- Франческо Бріна (1540 — 1577)
- Лодовіко Чіголі (1559 — 1613)
- Крістофано Аллорі (1577 — 1621)
- Джованні-Анжело Монторсолі (1507 – 31.8.1563), скульптор
- Якопо Понтормо (24.5.1494 — 2.1.1557 )
- Бернардо Буонталенті (1531-1608)

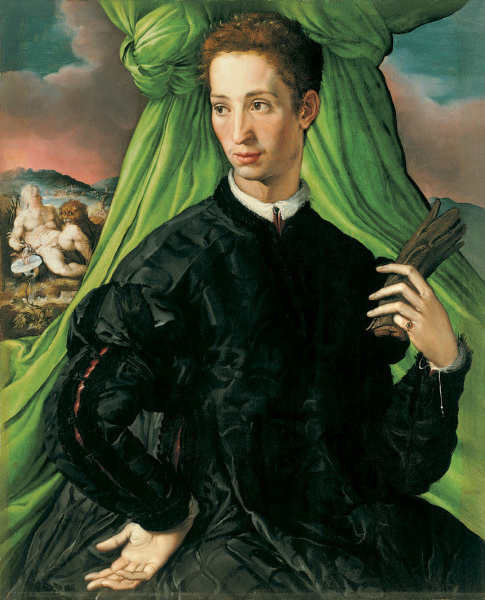
Франческо Сальвіаті, «Портрет аристократа з Флоренції», Сент Луїс, Міссурі, США
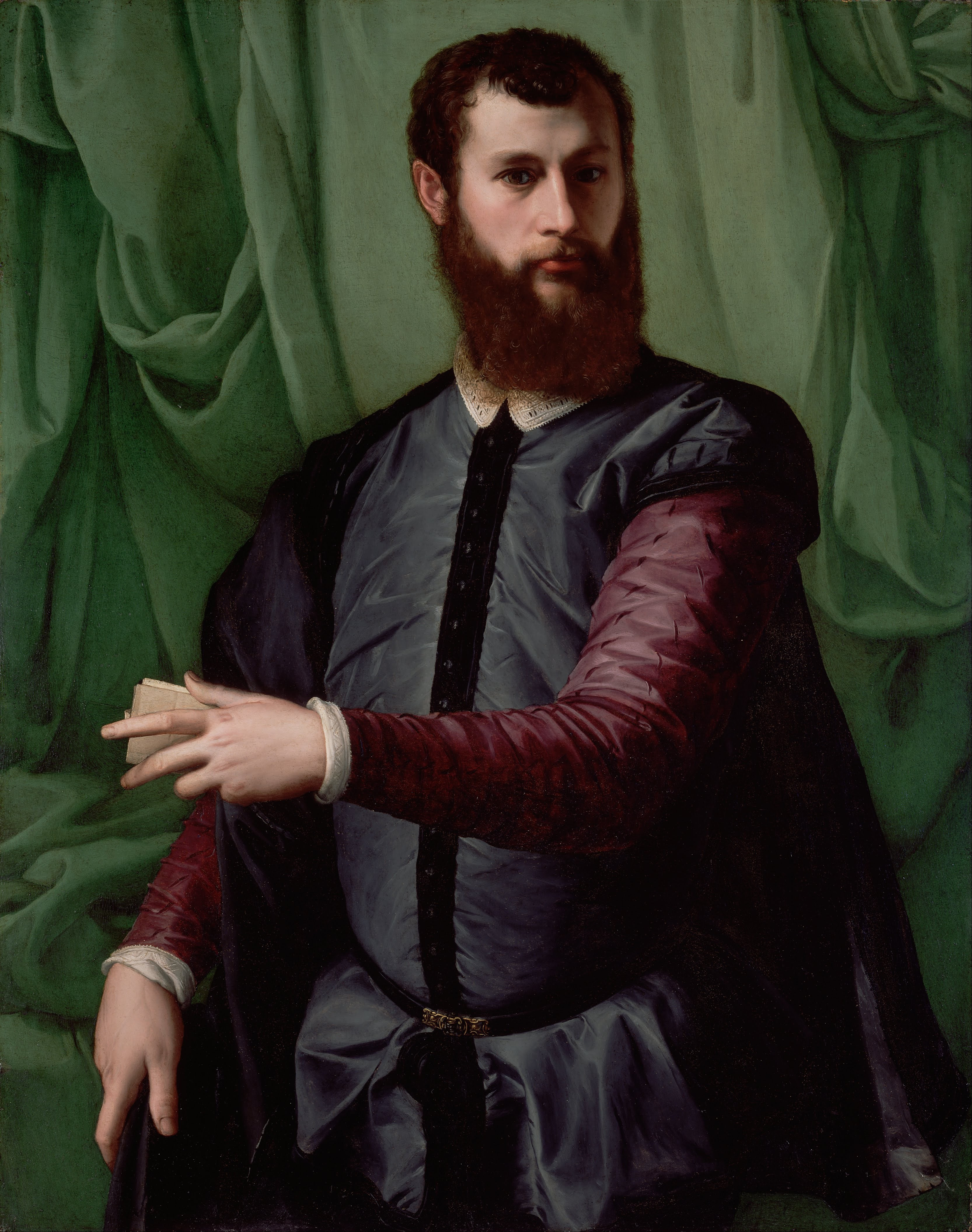
Франческо Сальвіаті, «Портрет невідомого», музей Гетті, США
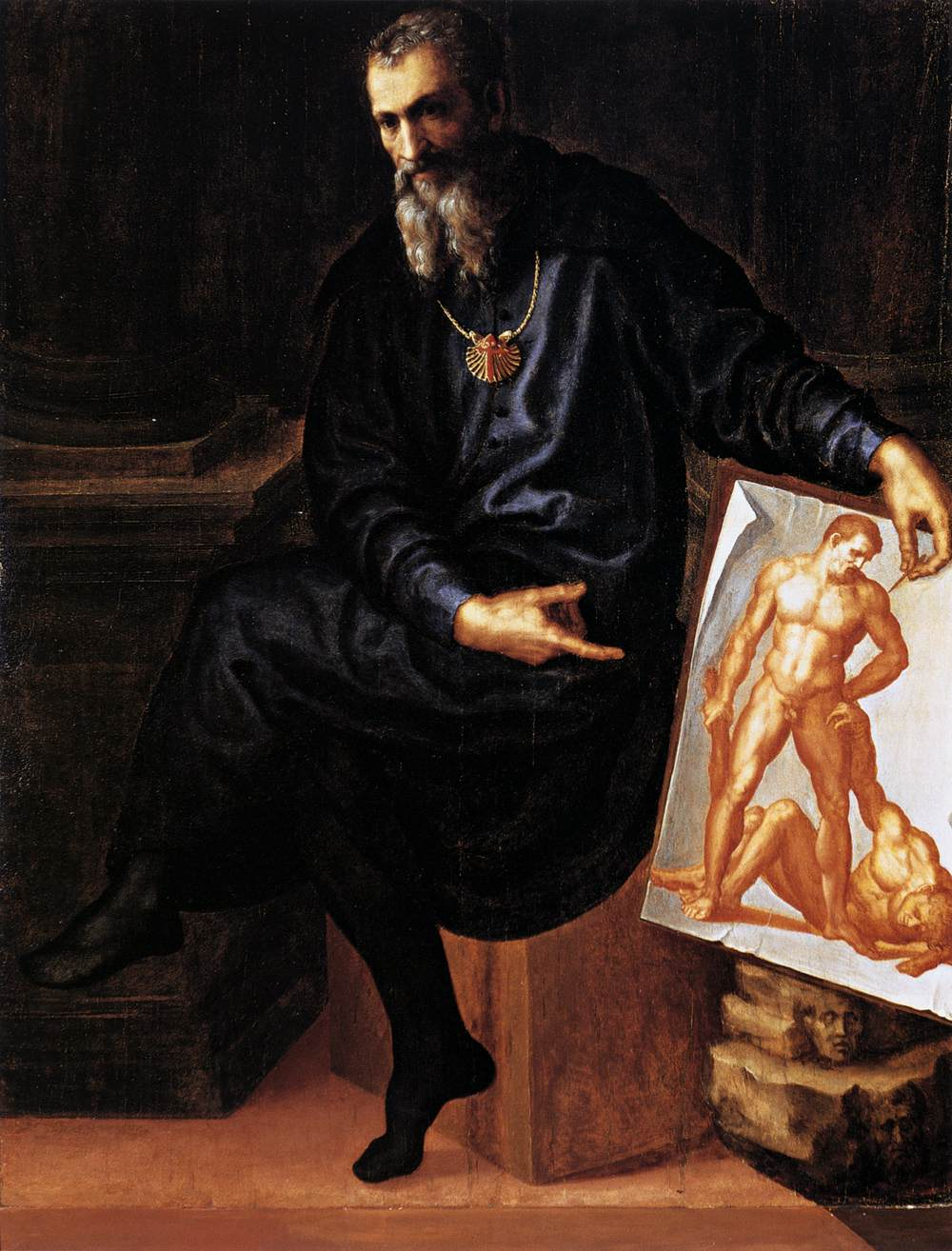
Баччо Бандінеллі, «Автопортрет», 1530 р., Музей Гарднер, Бостон.
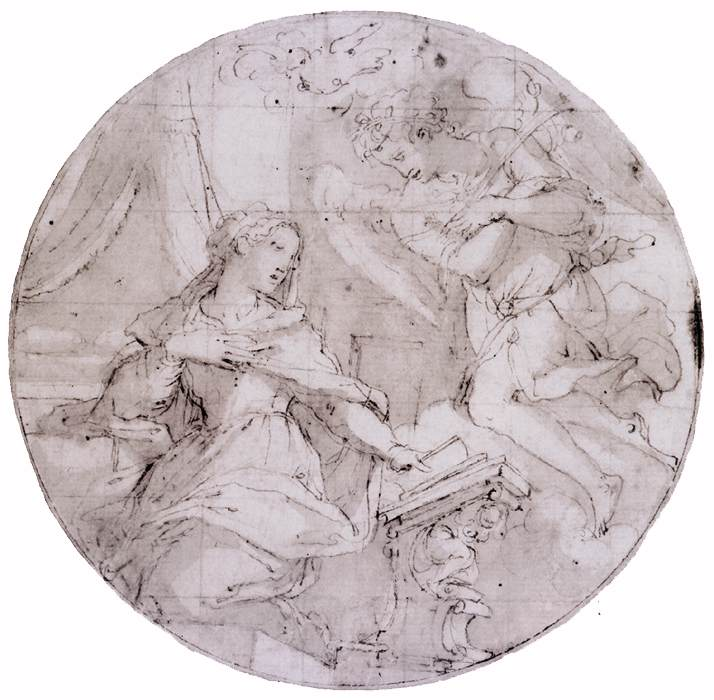
Джорджо Вазарі, малюнок-тондо до «Благовіщення», до 1571 р.
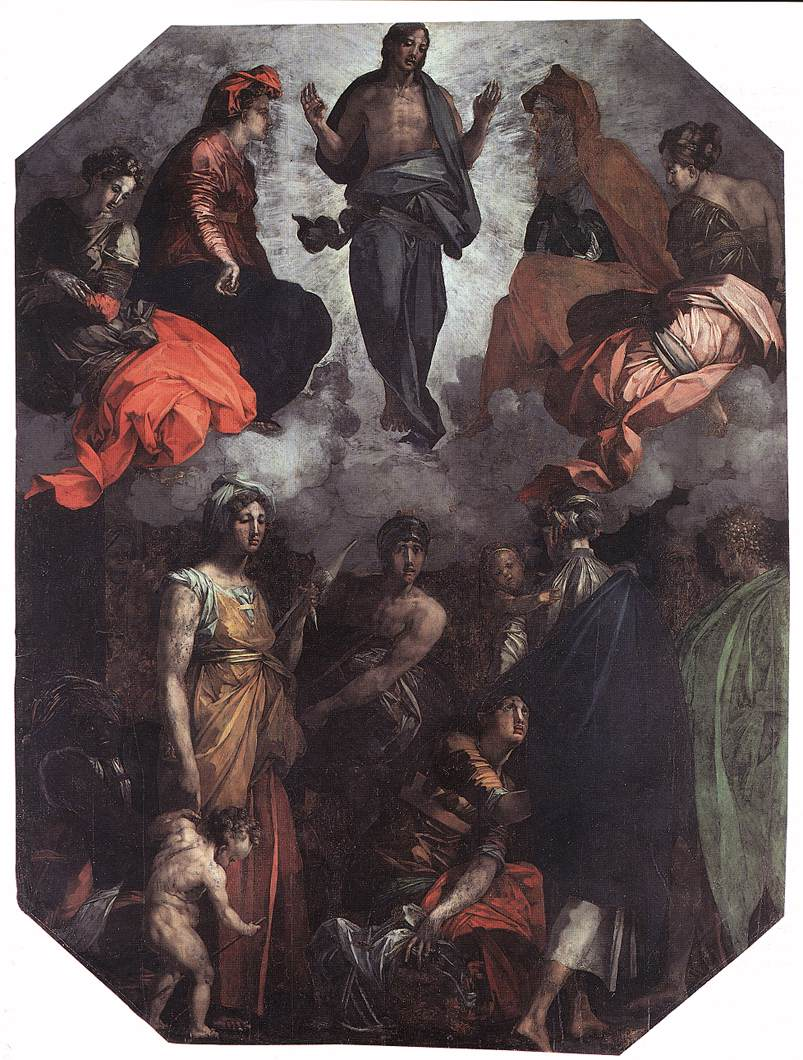
Россо Фйорентино, «Воскресіння Христове», до 1530 р.
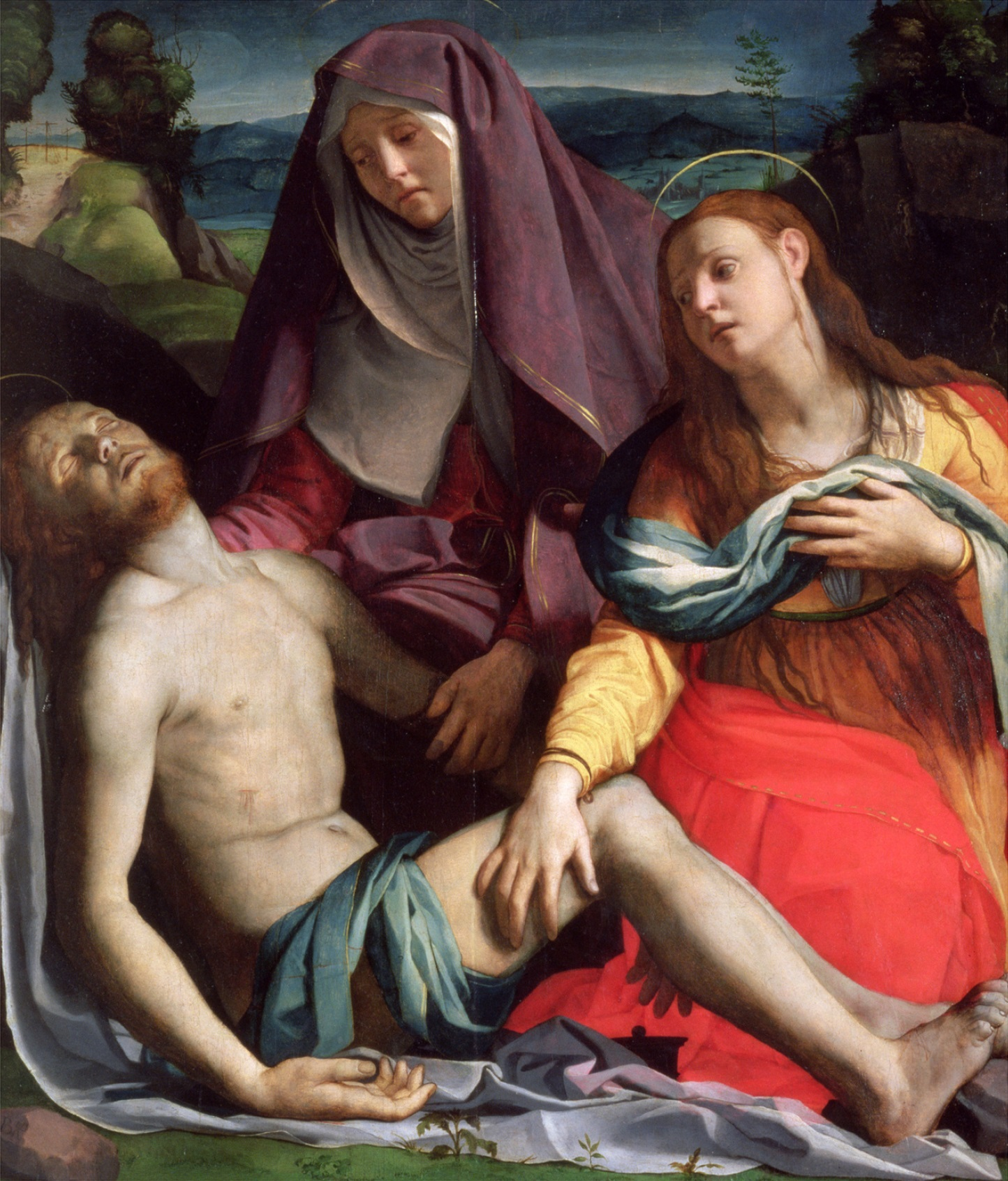
Бронзіно, «Оплакування Христа», 1530 р.
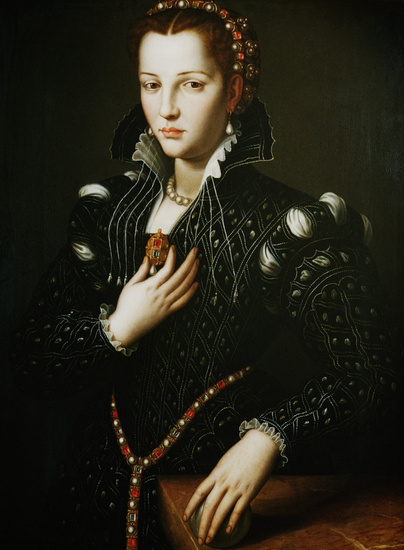
Бронзіно, «Лукреція де Медічі», 1560 р.. Музей мистецтв Північної Кароліни, США

### Малюнки флорентійських художників

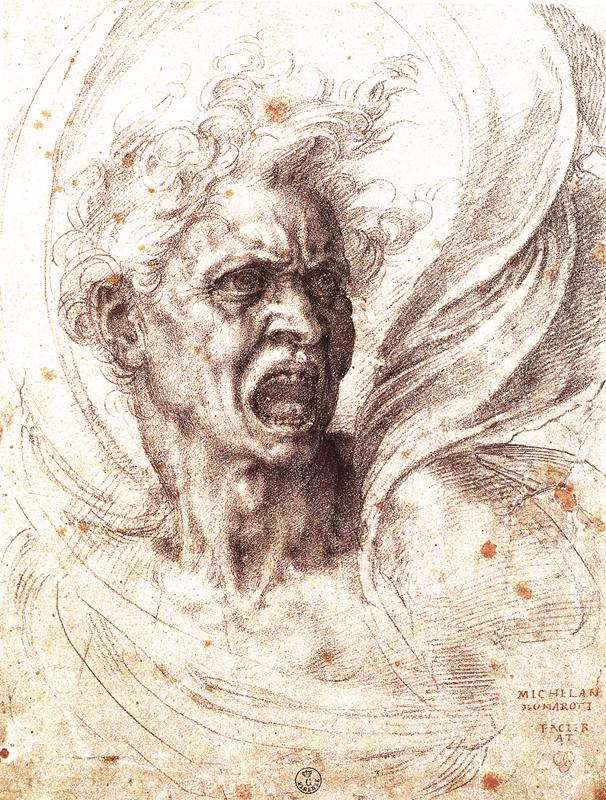
Мікеланджело Буонарроті. Малюнок до фігури «Проклята душа», 1525 р., Уффіці, Флоренція

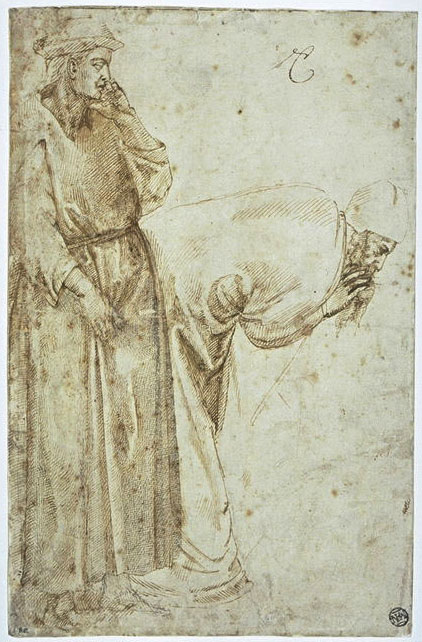
Мікеланджело Буонарроті. Копія фігур з фрески Джотто в каплиці Перуцци.
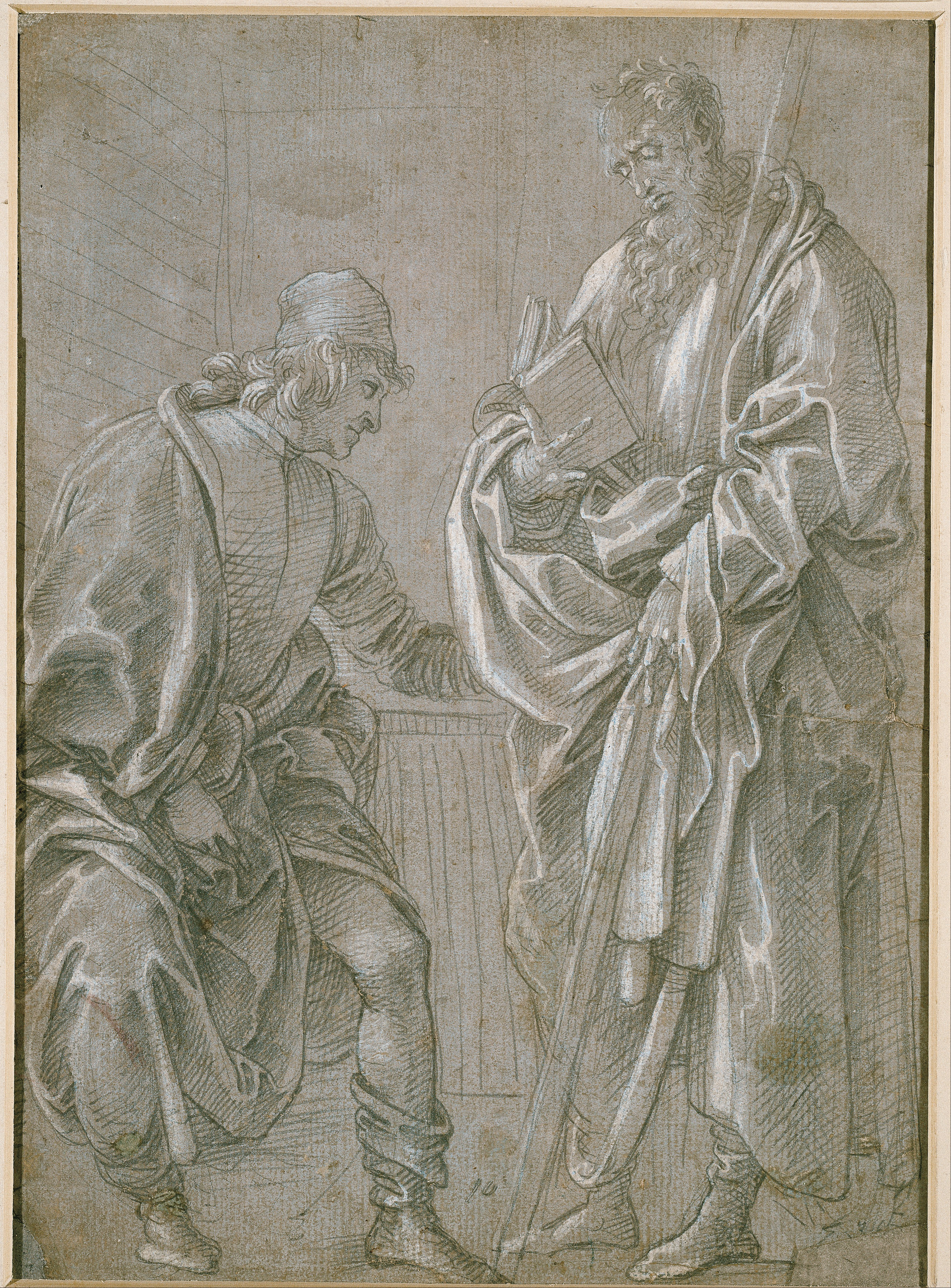
Філіппіно Ліппі , «Апостол і учень», до 1482 р.
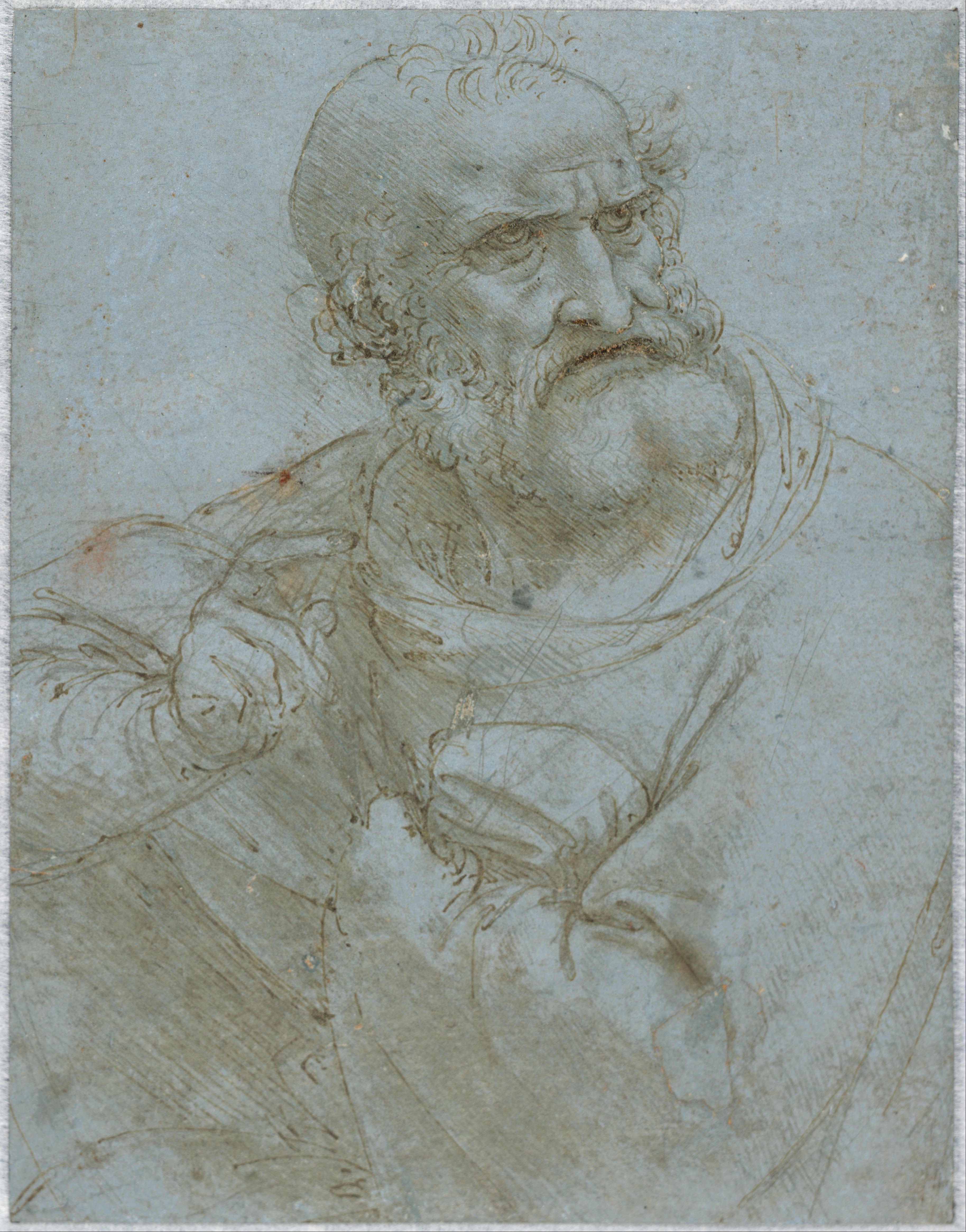
Леонардо да Вінчі, малюнок до фігури апостола. Галерея Альбертіна, Відень.
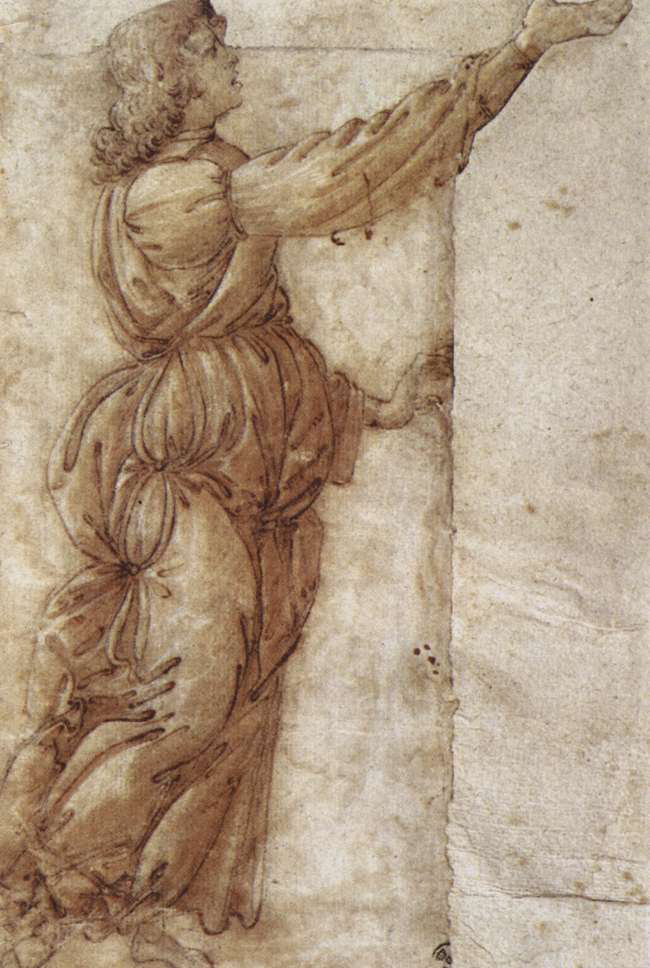
Сандро Боттічеллі, «Янгол», 1490 р., Уффіці,  Флоренція
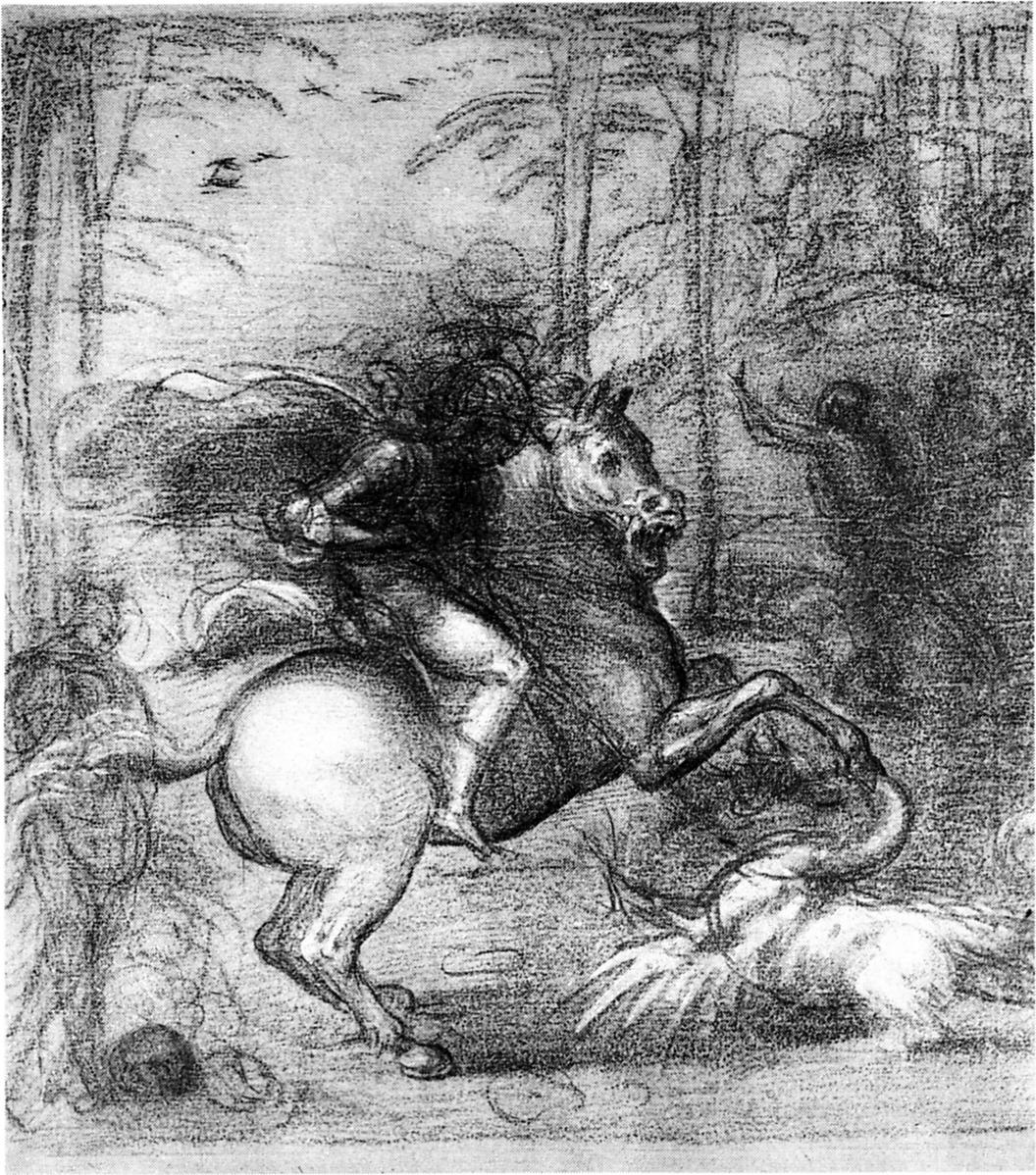
Фра Бартоломео, «Георгій Змієборець», музей Бойманс ван Бенінген, Роттердам
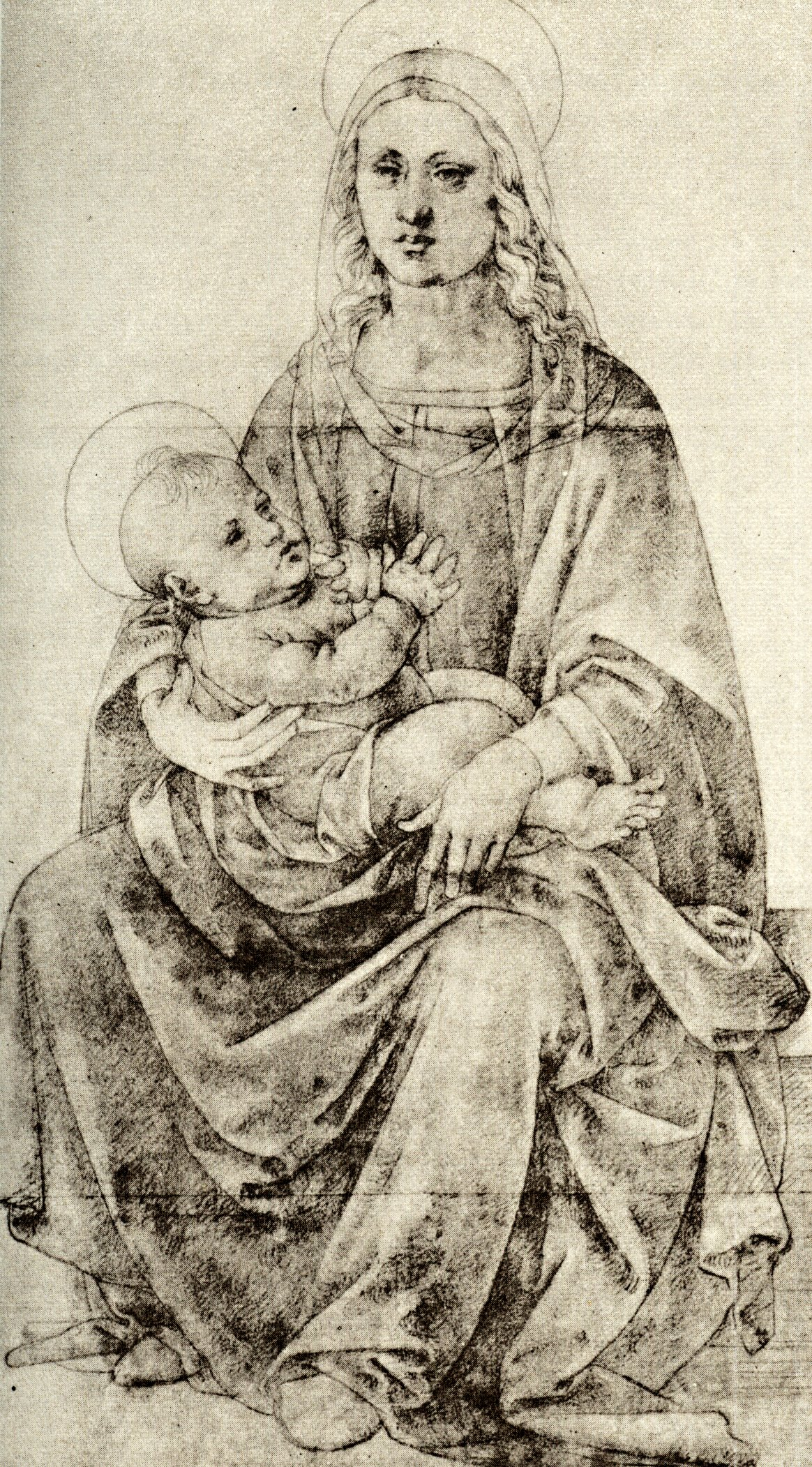
Лоренцо ді Креді . «Мадонна з немовлям»
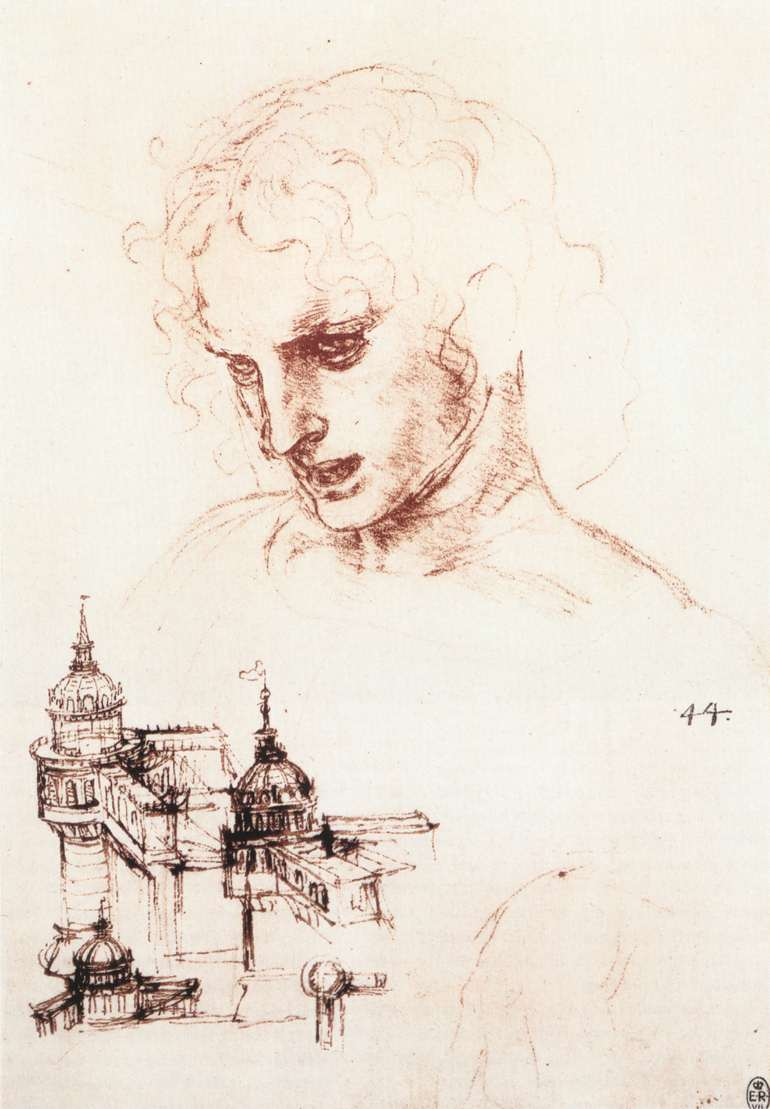
Леонардо да Вінчі, малюнок до голови апостола та фортечна вежа, замок Віндзор, Велика Британія.
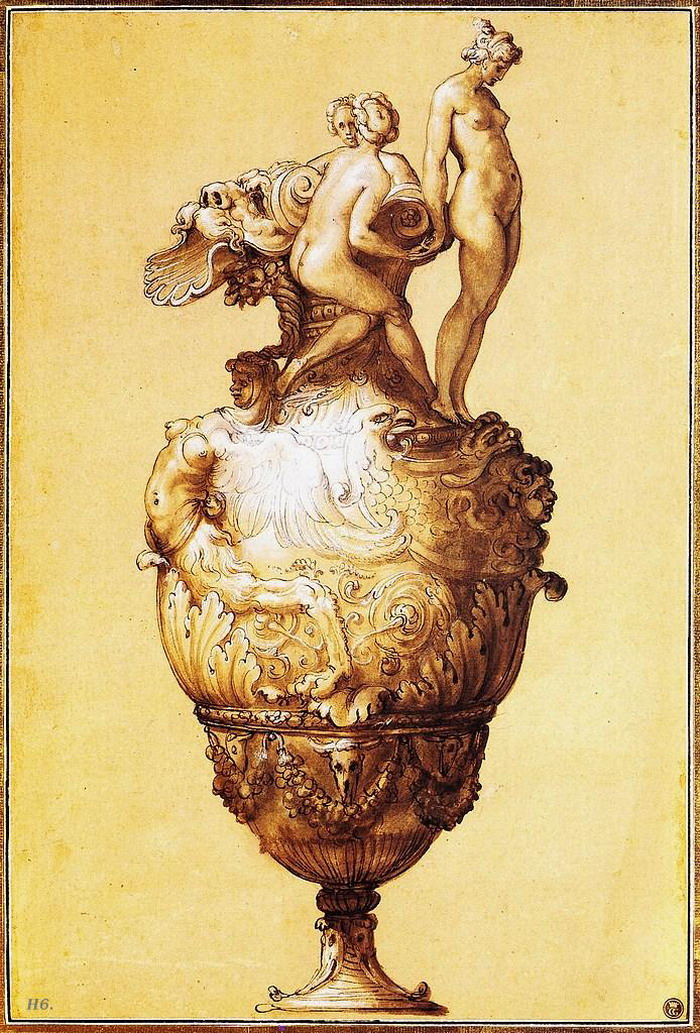
Франческо Сальвіаті , дизайн коштовної вази, 1545 р.

### 17 ст

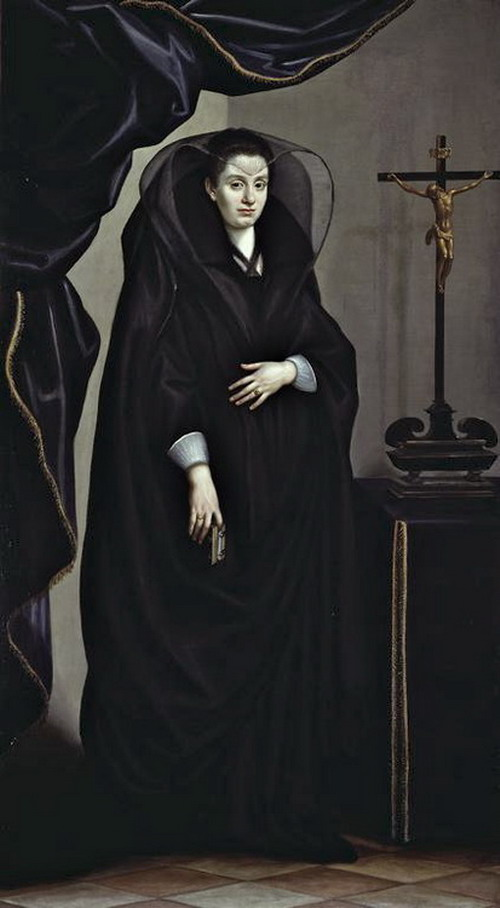
Якопо да Емполі. «Шляхетна пані в траурі», 1600 р., Художній інститут Чикаго, США.

- Джованні Біліверті (1576 — 1644)
- Маттео Роселлі (1578 — 1651)
- Якопо Віньялі (1592 — 1664 )
- Симоне Піньйоні (1614 — 1698 )
- Грегоріо Пагані (1558 — 1605)
- Якопо да Емполі (1551 — 1640 )
- Франческо Фуріні (1603 — 1646)
- Лоренцо Ліппі (1606 — 1665)

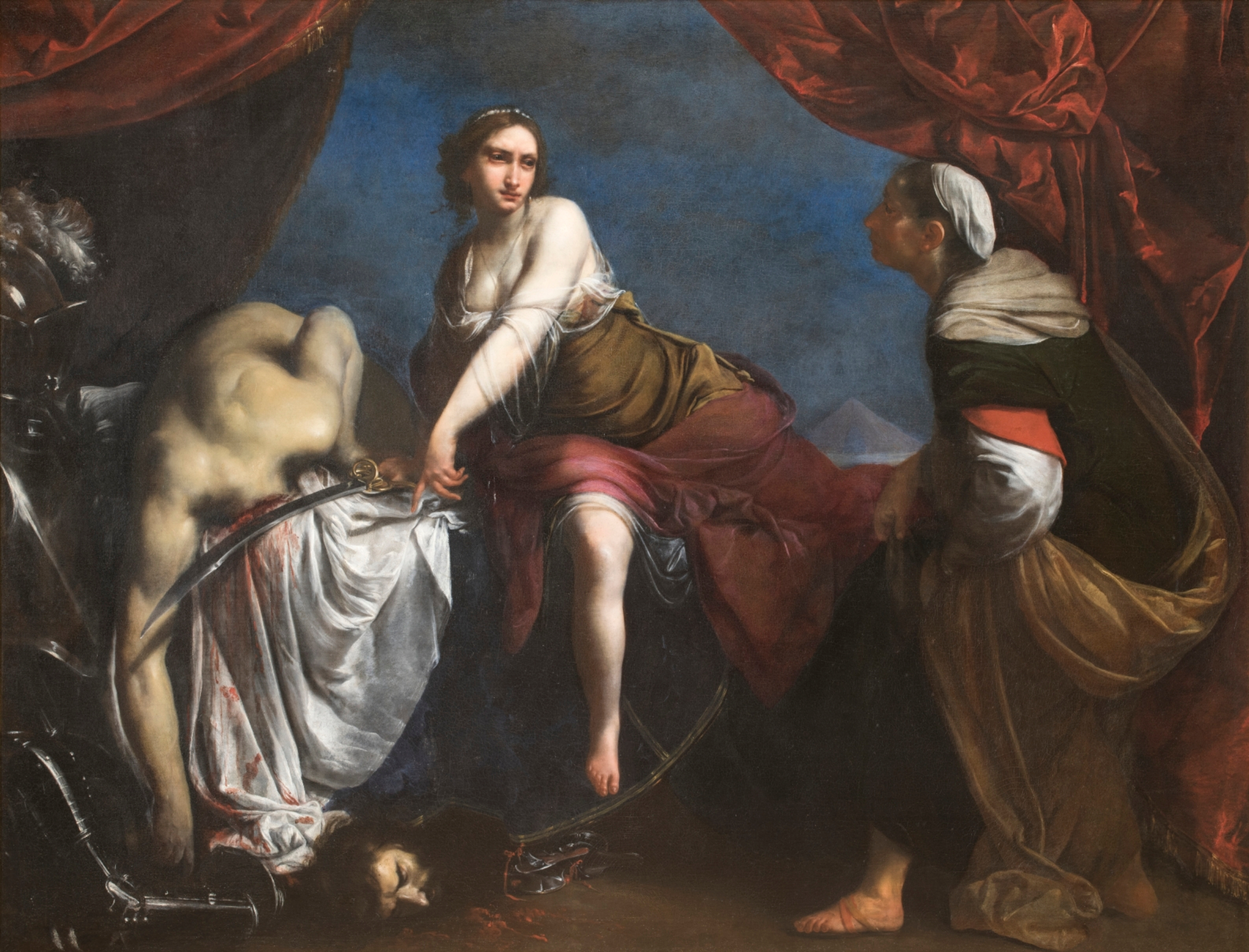
Франческо Фуріні , «Юдиф відрубала голову Олоферну», 1636 р., Національна галерея старовинного мистецтва (Рим)
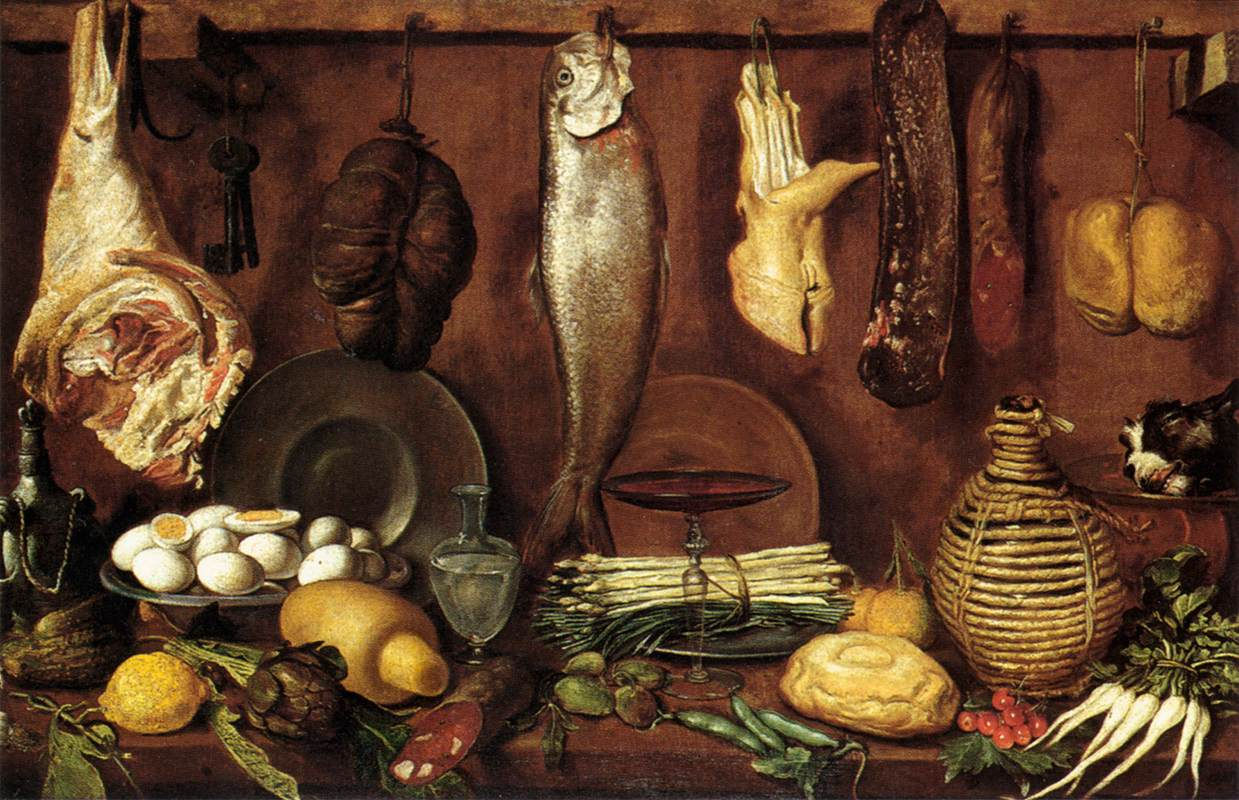
Якопо да Емполі. «Кухонний натюрморт», приватн. збірка.
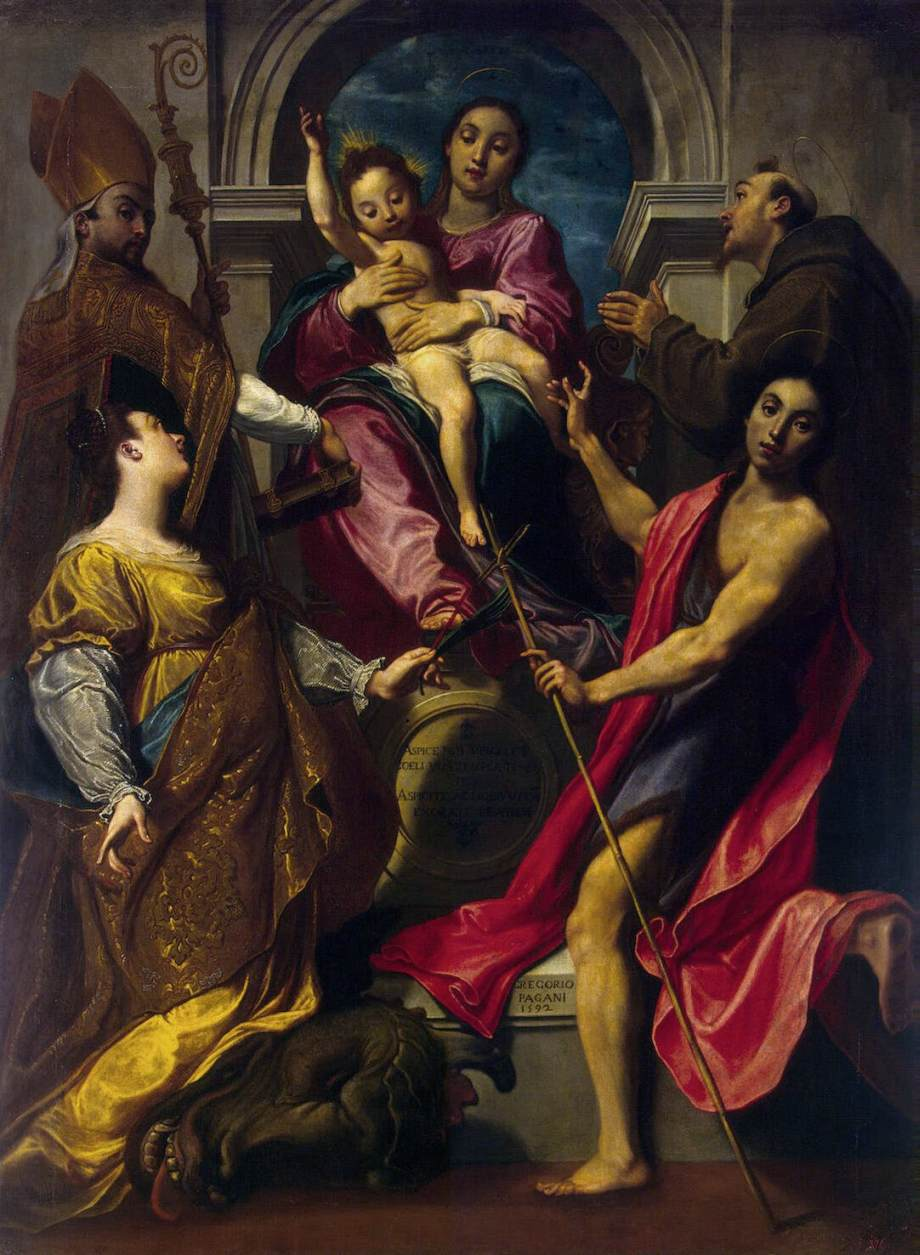
Грегоріо Пагані , «Мадонна з немовлям і святими». 1592 р. Ермітаж, Санкт-Петербург.
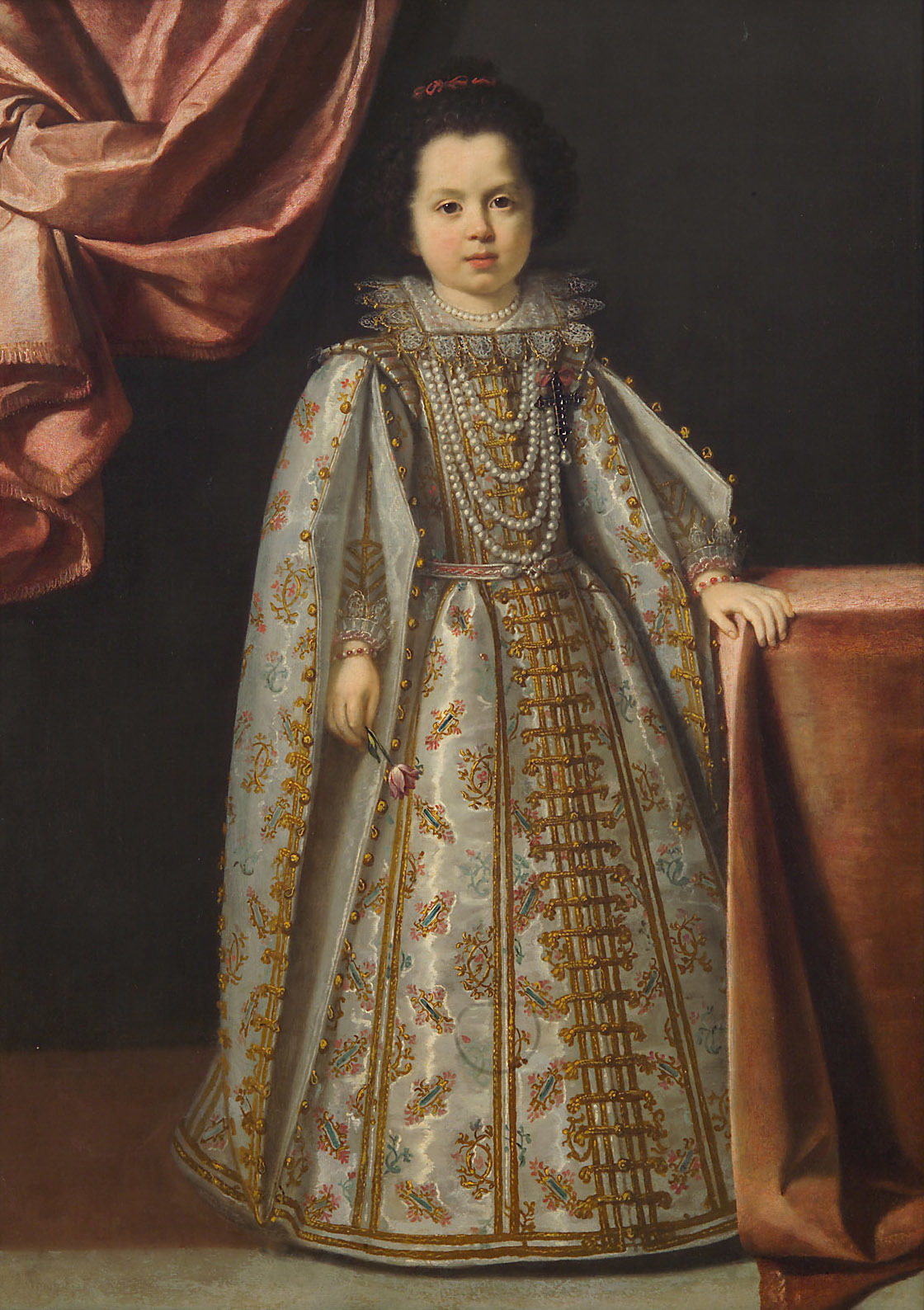
Лоренцо Ліппі . «Вітторія делла Ровере дитиною», до 1628 р.

### 18 ст.
- Бенедетто Луті (1666 — 1724 )
- Джованні Доменіко Ферретті (1692 — 1768 )